# Luxemburg (land)
Luxemburg, officieel het Groothertogdom Luxemburg (Luxemburgs: Groussherzogtum Lëtzebuerg, ⓘ; Frans: Grand-Duché de Luxembourg; Duits: Großherzogtum Luxemburg), is een land in het westen van Europa dat grenst aan België, Duitsland en Frankrijk. Met een oppervlakte van 2.586 km²  en meer dan 672.000 inwoners is het groothertogdom op Malta na het kleinste land binnen de Europese Unie. De hoofdstad en grootste stad van het land is de gelijknamige stad Luxemburg.
Luxemburg is een parlementaire democratie met een groothertog als constitutioneel monarch. Sinds de stichting van het graafschap Luxemburg in 963 is het land volop beïnvloed door het veel grotere Frankrijk aan de ene kant en het eveneens veel grotere Duitsland aan de andere kant, waardoor het diverse malen onderwerp van conflict is geweest. Desondanks wist het groothertogdom in 1867 zijn onafhankelijkheid te garanderen, al was het tot 1890 nog in personele unie met Nederland verbonden en is het in beide wereldoorlogen door Duitsland overrompeld.
Sinds 1945 heeft het groothertogdom volop internationale economische, politieke en militaire samenwerking opgezocht. Zo behoort het land tot de grondleggers van de Europese Unie, de NAVO, de Verenigde Naties, de OESO en de Benelux. Deze internationale samenwerking heeft ervoor gezorgd dat Luxemburg zich heeft ontwikkeld van een voornamelijk op staalproductie gebaseerde economie tot een economie die vooral berust op internationale handel en bankwezen. Gevolg is dat het land behoort tot de welvarendste landen ter wereld, getuige een bruto binnenlands product (bbp) per hoofd van de bevolking van 104.512 Amerikaanse dollar (2009). Daarmee is Luxemburg het land met het hoogste bbp per hoofd van de bevolking volgens het Internationaal Monetair Fonds. Hoewel het een land met een betrekkelijk klein oppervlak betreft, speelt het een onmiskenbare rol in de diplomatie en met name de Europese samenwerking: onder meer was het land gastheer voor de internationale beraadslagingen die leidden tot de Verdragen van Schengen.

## Algemeen

### Etymologie
De oorspronkelijke benaming van Luxemburg is Lützelburg. De eerste vermeldingen ervan in oorkonden zijn echter verlatijnste vormen, waarvan de oudste Lucilinburhuc is in 963. Vervolgens wordt er in 1125 van burgus Lucelenburgensis en van opidum et castrum Luxelenburgensis gesproken.
De naam Lützelburg bestaat uit twee Oudhoogduitse woorden luzzil ‘klein’ en burg ‘burcht’. Lützelburg betekent dus zoveel als een ‘kleine burcht’. Het Oudhoogduitse woord luzzil (van Opperduits lützel) komt overeen met het Nederlandse woord luttel, dat ‘klein’ of tegenwoordig ook wel ‘onbeduidend’ betekent.
In de loop van de middeleeuwen veranderde in het Frans en Diets de tweede letter "l" in een "n". De Franse spelling breide voort op de Latijnse door de "tz"-klank te blijven schrijven als "c" en later als "cc". Het is bekend dat in de 16e en 17e eeuw Nederlandse schrijvers het als Lutzenburg(h) spelden. Vervolgens veranderde in het Nederlands deze "tz" in een "x".

### Vlag en wapen
De vlag van Luxemburg is een horizontale driekleur bestaande uit banen van rood (bovenaan), wit (midden) en lichtblauw (onderaan). Luxemburg gebruikt deze vlag als civiele vlag (te land), staatsvlag en oorlogsvlag. Als handelsvlag wordt een ander ontwerp gebruikt dat een banier is van het wapen van Luxemburg. De kleuren rood, wit en blauw op de vlag zijn overgenomen van het Luxemburgse wapenschild. Dit wapenschild toont de rode leeuw (De Roude Léiw) op een achtergrond van blauwe en witte banen. Ook het Luxemburgse roundel toont de rode leeuw op een witblauwe achtergrond. Het wapen is mogelijk gebaseerd op het wapen van het hertogdom Limburg, waarbij de zilveren achtergrond is vervangen door blauwe en witte strepen.

De Luxemburgse handelsvlag

De vlag lijkt op de vlag van Nederland, die een donkerdere kleur blauw heeft (kobaltblauw in plaats van hemelsblauw). De beide vlaggen hebben geen gezamenlijke geschiedenis. Het feit dat de Nederlandse koning in de 19e eeuw ook groothertog van Luxemburg was, heeft niets te maken met de kleuren van beide vlaggen. Wel is er samenhang met de vlag van de Belgische provincie Luxemburg, aangezien die vlag eveneens gebaseerd is op het Luxemburgse wapen. De provincie Luxemburg werd in 1839 aan het groothertogdom onttrokken, bleef echter het Luxemburgse wapen voeren. De Luxemburgse vlag werd tussen 1845 en 1848 voor het eerst gebruikt, maar in 1972 officieel aangenomen. De kleuren zelf zijn op 27 juli 1993 exact vastgesteld.
In 2007 werd door volksvertegenwoordiger Michel Wolter een wetsvoorstel ingediend om de handelsvlag in te stellen als nationale vlag en de driekleurige vlag te vervangen, omdat deze te vaak wordt verward met de Nederlandse vlag. Dit voorstel vond volgens een peiling steun bij 80% van de Luxemburgse bevolking. De Luxemburgse premier Jean-Claude Juncker liet daarop in een reactie echter weten dat de vlag onder zijn regering niet wordt veranderd.

### Volksliederen
Luxemburg heeft twee volksliederen: een burgerlijk volkslied (Ons Heemecht) en een groothertogelijk volkslied (Wilhelm).
Het lied Ons Heemecht ('Ons Vaderland') is geschreven in het Luxemburgs door Michel Lentz en de muziek is gecomponeerd door Jean-Antoine Zinnen. Het lied werd in 1864 voor het eerst opgevoerd en is in 1895 aangenomen als het officiële volkslied van Luxemburg.
Het groothertogelijke volkslied werd in 1919 gecomponeerd door Nikolaus Welter en heeft in tegenstelling tot het burgerlijk volkslied geen tekst.

## Geschiedenis

### Kelten, Romeinen en Franken
De eerste nederzettingen uit het gebied dat nu Luxemburg heet, zijn Keltische nederzettingen uit de 2e eeuw v.Chr. Tussen 58 en 51 v.Chr. trok de Romeinse veldheer Julius Caesar het gebied binnen en werd het een deel van het Romeinse Rijk. Tijdens de Grote Volksverhuizing die aanleiding gaf tot de Val van het West-Romeinse Rijk in de 5e eeuw verdrongen de Germaanse Franken de Romeinen uit het gebied. In de daaropvolgende eeuwen werden de inwoners door monniken tot het christendom bekeerd en werden er kloosters gebouwd. De Abdij van Echternach werd in 698 door de Angelsaksische missionaris Willibrord gesticht.

### Graafschap Luxemburg

Luxemburg rond 1350

In 963 maakte het gebied deel uit van het Heilige Roomse Rijk. In dat jaar verwierf gouwgraaf Siegfried van de Ardennengouw vanwege een ruil met de Sint-Maximinusabdij in Trier het gebied met de burcht Lucilinburhuc. Hiermee legde hij de grondslag voor het Duitse adellijke geslacht Luxemburg en het Graafschap Luxemburg.
Met de dood van Koenraad II in 1136 stierf het eerste geslacht Luxemburg uit en erfde Hendrik de Blinde, graaf van Namen, het gebied. Hierdoor ontstond een korte vereniging van Luxemburg met het Graafschap Namen. Na de dood van Hendrik werden de graafschappen echter weer opgesplitst doordat diens erfenis aan zijn 10-jarige dochter Ermesinde II van Namen betwist werd door haar achterneef Filips van Henegouwen. In 1199 werd Namen daarom aan Filips toegewezen, terwijl Ermesinde en haar echtgenoot Theobald I van Bar de graafschappen Luxemburg, La Roche-en-Ardenne en Durbuy toegewezen kregen. Na Theobalds dood hertrouwde Ermesinde met Walram III van Limburg, zodat ook het Graafschap Aarlen bij het graafschap Luxemburg ging horen.
Zo ontwikkelde zich rond het fort geleidelijk een plaatsje dat het centrum werd van het kleine graafschap met grote strategische waarde. In 1308 werd graaf Hendrik VII van Luxemburg tot koning (later keizer) van het Heilige Roomse Rijk gekroond en twee jaar later werd zijn zoon Jan de Blinde koning van het koninkrijk Bohemen, zodat de macht van de Luxemburgers in het Heilige Roomse Rijk steeds groter werd. In 1354 verhief keizer Karel IV, die zelf graaf van Luxemburg was geweest, het land tot hertogdom onder hertog Wenceslaus I.

### Hertogdom Luxemburg
Wenceslaus I werd in 1383 opgevolgd door Wenceslaus II. Deze besloot echter het hertogdom in 1388 te verpanden aan Jobst van Moravië zodat er vanaf dat moment tot in 1457 zowel een hertog van Luxemburg bestond als een hertog van Luxemburg bij verpanding. Na de dood van keizer Sigismund, die ook hertog van Luxemburg was, in 1437, kwam het Huis Luxemburg wegens een gebrek aan mannelijke erfgenamen in een opvolgingscrisis terecht. Dit leidde ertoe dat de hertogin bij verpanding Elisabeth van Görlitz in 1443 besloot tot de verkoop van Luxemburg aan Filips de Goede van Bourgondië, zodat Luxemburg een deel werd van de Bourgondische Nederlanden.

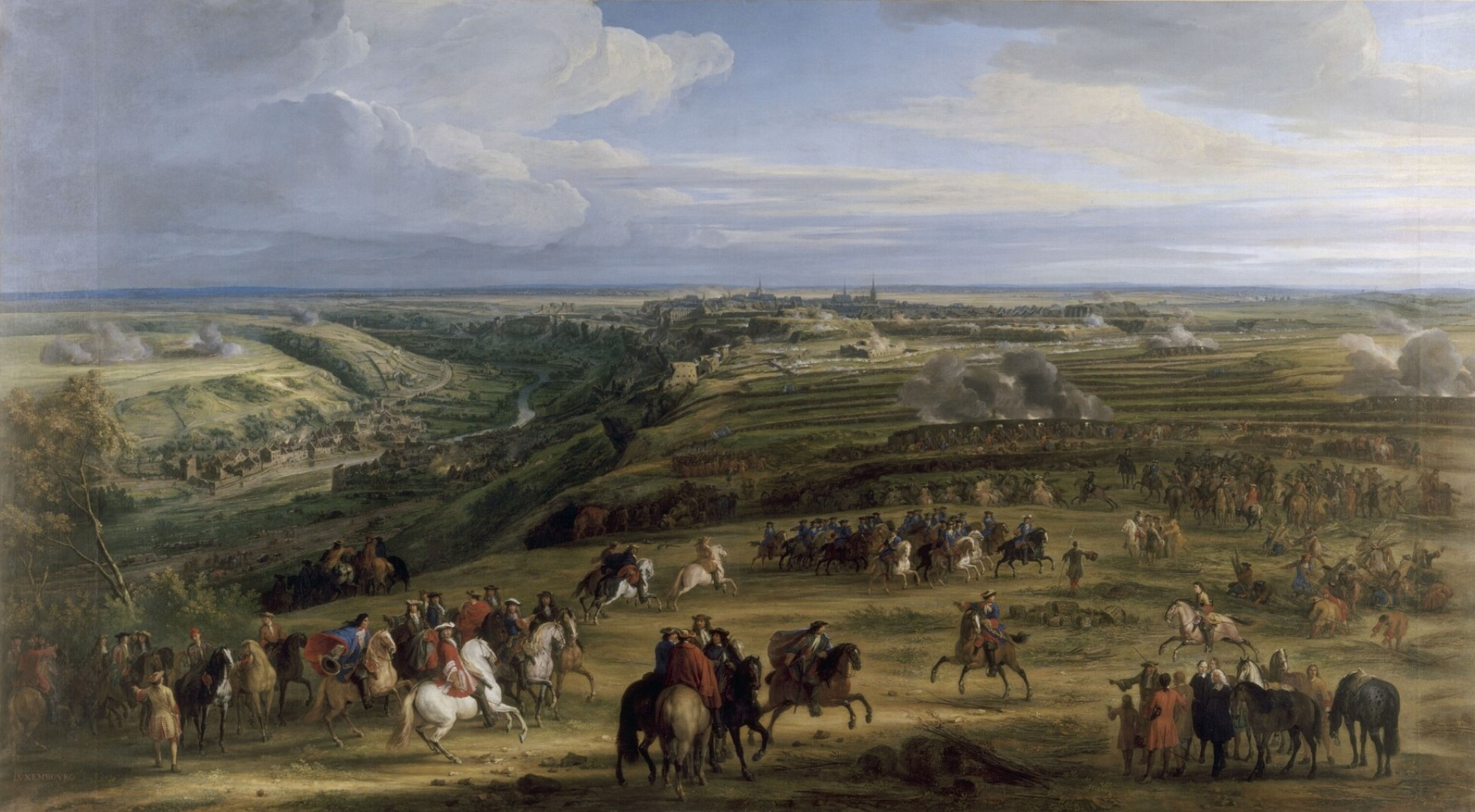
Inname van de stad Luxemburg door de Fransen (juni 1684) tijdens de Frans-Spaanse Oorlog (1683-1684), geschilderd door Adam Frans van der Meulen.

Na de dood van de laatste hertog van Bourgondië, Karel de Stoute, in 1477 kwam Luxemburg samen met de andere Bourgondische erven in handen van diens dochter Maria van Bourgondië en haar echtgenoot, de latere keizer Maximiliaan I.
Bij de opsplitsing van het Habsburgse Huis in een Spaanse en een Oostenrijkse linie kwam Luxemburg in 1555 toe aan de Spaanse linie. In Luxemburg waren betrekkelijk weinig calvinisten en daarom bleef het land de Beeldenstorm bespaard en bleef het gedurende de gehele Tachtigjarige Oorlog Spaansgezind. Na het beëindigen van de Frans-Spaanse Oorlog in 1659 wordt bij de Vrede van de Pyreneeën besloten tot de eerste deling van Luxemburg: het zuiden van het land tussen Diedenhoven en Montmédy wordt afgescheiden van de rest en komt toe aan Frankrijk. Tussen 1684 en 1697 staat het land overigens, als gevolg van veroveringen van Lodewijk XIV, geheel onder Franse heerschappij.
Ten gevolge van de Spaanse Successieoorlog kwam Luxemburg in 1714 toe aan de Oostenrijkse Nederlanden en werd daarmee opnieuw een Habsburgs land. In 1795 kwam het land echter weer, vanwege Franse veroveringen, onder Franse heerschappij en werd het hertogdom omgevormd tot het Woudendepartement.

### Groothertogdom Luxemburg (Huis Oranje-Nassau)
Nadat Napoleon in 1815 verslagen was, werd Luxemburg betwist door Nederland en Pruisen. Op het Congres van Wenen werd toen besloten tot de vorming van het Groothertogdom Luxemburg met de Nederlandse koning Willem I als groothertog van Luxemburg ter compensatie voor het verlies van het vorstendom Fulda en Corvey. Bovendien werd Luxemburg lid van de Duitse Bond en kreeg het een fort dat bezet werd door Pruisische troepen. Het Congres van Wenen had ook een tweede deling van Luxemburg tot gevolg: Bitburg en omgeving werd onderdeel van de Pruisische Rijnprovincie.

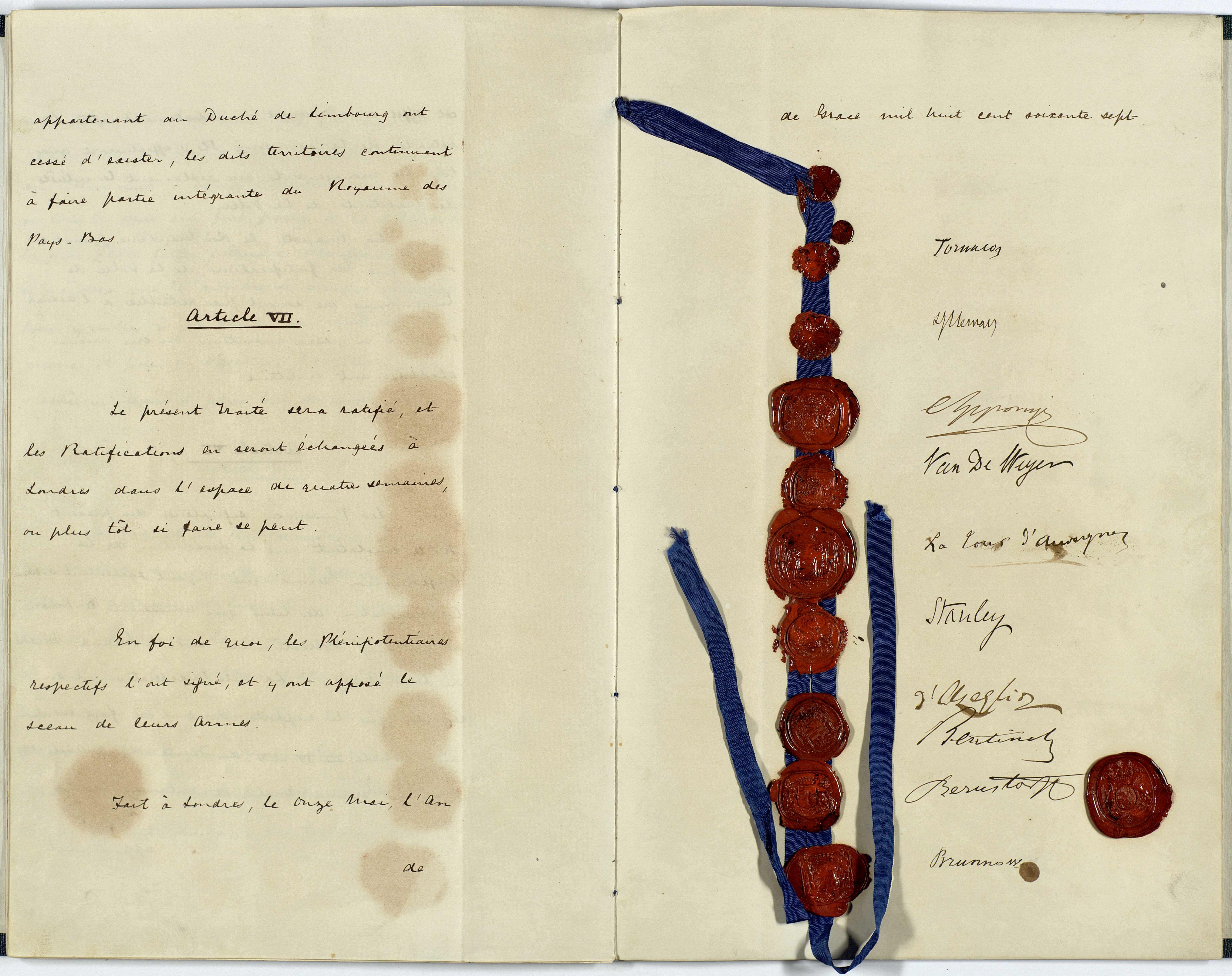
Het Verdrag van Londen in 1867 maakte een einde aan de Luxemburgse kwestie en voorkwam zo een dreigende oorlog tussen Frankrijk en Pruisen. Voortaan zou Luxemburg neutraal zijn.

Bij het Verdrag van Londen (1839), dat de officiële onafhankelijkheid van België betekende, werd Luxemburg voor de derde maal opgesplitst en verloor het meer dan de helft van zijn grondgebied aan België. Luxemburg had zich tijdens de Belgische Opstand van 1830 namelijk massief achter België geschaard, behalve de stad Luxemburg, die nog altijd bezet werd door Pruisische troepen die loyaal bleven aan de Nederlandse koning. Het grootste, overwegend Franstalige westelijke deel werd daarom samen met het voormalige Hertogdom Bouillon de Belgische provincie Luxemburg met hoofdstad Aarlen, terwijl het kleinere, overblijvende, Duitstalige oostelijke deel in personele unie met Nederland verenigd bleef.
In 1867 leidde de Luxemburgse kwestie bijna tot een oorlog met Pruisen. De Franse keizer Napoleon III probeerde Luxemburg namelijk te kopen van de Nederlandse koning Willem III, die hier wel wat in zag. Dit viel bij de Pruisische kanselier Otto von Bismarck echter niet in goede aarde: Luxemburg, het vaderland van het Huis Luxemburg, dat vier Rooms-Duitse keizers voortgebracht heeft, mocht niet in handen van de ‘vijand’ vallen. Uit deze tijd stamt ook het motto van Luxemburg “mir wëlle bleiwe wat mir sinn” (wij willen blijven wat wij zijn), dat wil zeggen geen Duitser of Fransman worden. Bij het Verdrag van Londen (1867) werd de twist bijgelegd door Luxemburg “voor altijd neutraal” te verklaren. Daarnaast werd besloten tot de ontmanteling van het Pruisische fort. Hierdoor werd Luxemburg in feite onafhankelijk, hoewel het land nog wel in personele unie met Nederland verenigd bleef.
Veel Luxemburgers kijken niet met genoegen op de 19e eeuw terug. Het land was agrarisch en arm, en de groothertog-koningen uit het Huis Oranje-Nassau deden weinig om het land te ontwikkelen. Hun aandacht ging vooral uit naar het rijkere Nederland en Nederlands-Indie, en Luxemburg, dat vanaf 1839 niet meer aan Nederland grensde, interesseerde hen weinig. Het land werd vooral als een troefkaart in internationale onderhandelingen gezien en gebruikt, zoals bovengenoemde verkoop aan Frankrijk. Deze leidde tot de Luxemburgse Kwestie omdat het Nederlands parlement gefrustreerd was over het eigenmachtig optreden van de koning, maar aan de Luxemburgers was niets gevraagd. Er was geen sprake van georganiseerd verzet tegen het Huis Oranje-Nassau, maar toen er in 1890 geen mannelijke opvolger voor Willem III beschikbaar was, greep Luxemburg dit momentum aan om de persoonlijke unie te beeindigen, al werd deze zaak als een juridische kwestie en niet als een afscheiding afgehandeld.

### Groothertogdom Luxemburg (Huis Nassau) 1890 - heden

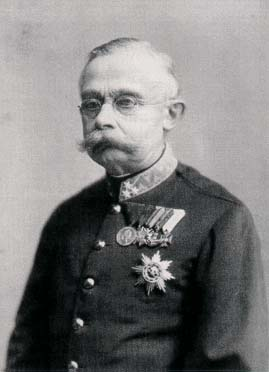
Groothertog Adolf

Aan de personele unie met Nederland kwam een einde in 1890, het jaar waarin koning Willem III overleed zonder een mannelijke opvolger na te laten. In 1783 hadden de vier zijtakken van het Huis Nassau de Erneuerte Nassauische Erbverein besloten, waarin ze bepaalden dat indien het Huis Oranje-Nassau in de mannelijke lijn zou uitsterven, de bezittingen over zouden gaan naar het hoofd van de Walramse Linie van het Huis Nassau. Aangezien Willem III alleen een dochter had, ging Luxemburg over naar de Walramse Linie. Wilhelmina werd koningin van Nederland, terwijl hertog Adolf van Nassau de nieuwe groothertog van Luxemburg werd.
Het tot dan toe zeer arme, zuiver agrarische Luxemburg werd eind 19e eeuw welvarend dankzij de opleving van de ijzerindustrie. Door het omstreeks 1870 uitgevonden Thomas-Gilchristprocedé werd het namelijk mogelijk om uit het fosforrijke Luxemburgse ijzererts goed staal te fabriceren. De nieuwe industrie werd grotendeels gefinancierd met Duits kapitaal.
Terwijl het relatief overbevolkte Luxemburg in de tweede helft van de 19e eeuw bijna een kwart van zijn bevolking kwijtraakte door emigratie (voornamelijk naar Frankrijk en de Verenigde Staten), werd het land vanwege de vele Italiaanse emigranten een immigratieland.
Tijdens de Eerste Wereldoorlog (1914–1918) werd de Luxemburgse neutraliteit geschonden door Duitsland, dat Luxemburg gebruikte om op te kunnen trekken naar Frankrijk. Na de oorlog kwam het tot een staatscrisis in Luxemburg vanwege de pro-Duitse houding in deze oorlog van groothertogin Maria Adelheid. Dit leidde in 1919 tot het aftreden van de groothertogin ten gunste van haar zus Charlotte.
Tijdens de Tweede Wereldoorlog werd de Luxemburgse neutraliteit wederom geschonden. Het land werd in mei 1940 door Duitse troepen bezet en in augustus 1942 formeel door het Derde Rijk geannexeerd. Tijdens de Duitse bezetting was de Volksduitse Beweging de enige toegestane partij in het land. Vanaf 1941 werden de eerste verzetsgroepen, zoals de Letzeburger Ro'de Lé'w en de PI-Men gevormd. De dienstplicht voor het Duitse leger die in augustus 1942 werd ingevoerd, leidde tot een algemene staking. Deze staking werd bloedig onderdrukt door de Gestapo met arrestaties, deportaties en executies. Op 10 september 1944 werd Luxemburg door de Amerikanen bevrijd.
Sinds de Tweede Wereldoorlog is Luxemburg een enthousiast voorstander van de Europese integratie. In 1951 werd het lid van de Europese Gemeenschap voor Kolen en Staal dat een voorstadium was voor de huidige Europese Unie.
In 1945 werd Luxemburg lid van de Verenigde Naties en in 1944 richtte het samen met België en Nederland de Benelux op. In 1949 trad het land toe tot de NAVO. In 1957 werd Luxemburg een van de zes oprichters van de Europese Economische Gemeenschap (EEG), een voorloper van de Europese Unie. 
In de jaren 1970 werd Luxemburg getroffen door de staalcrisis, die samen met de oliecrisis van 1973 en die van 1979 een einde maakte aan de Trentes Glorieuses. De werkgelegenheid in de staalindustrie liep sterk terug en de economie kromp. Door middel van sociale, institutionele en economische maatregelen via tripartite overleggen, werden de economie transitie van staal naar de opkomende financiele diensten vormgegeven. De crisis had een diepe impact in het zuidwesten van het land, met grote lokale en individuele impact. Werklozen werden met vervroegd pensioen gestuurd of in werkverschaffingstrajecten geplaatst. Dit voorkwam weliswaar massawerkloosheid, maar de getroffen werknemers ervoeren het als negatief en voelden zich nutteloos. In de jaren 1980 kwam de financiele dienstverlening op en nam het aantal banken in het land sterk toe, vooral in en rond de hoofdstad. Dit luidde een tweede periode van onafangebroken groei in; van 1980 tot aan de kredietcrisis in 2008.
In 1985 sloot Luxemburg met vier andere EEG-lidstaten het Schengenverdrag dat in 1995 in werking trad, genoemd naar de gelijknamige Luxemburgse plaats Schengen. In 1986 verkreeg het gezamenlijke Luxemburgse volk de Karelsprijs wegens bijzondere verdiensten voor de Europese eenheid. In 1999 trad het land toe tot de eurozone en in 2002 heeft de euro de Luxemburgse frank als wettig betaalmiddel vervangen.
Net als Nederland kent Luxemburg een traditie van monarchen die vrijwillig afstand doen van de troon. In 1964 abdiceerde groothertogin Charlotte voor haar oudste zoon Jean, die in 2000 vrijwillig plaatsmaakte voor zijn oudste zoon Henri. Op 10 mei 2020, werd Karel van Luxemburg geboren, alias Charles, het eerste kind van erfgroothertog Guillaume.

## Geografie

### Landschap

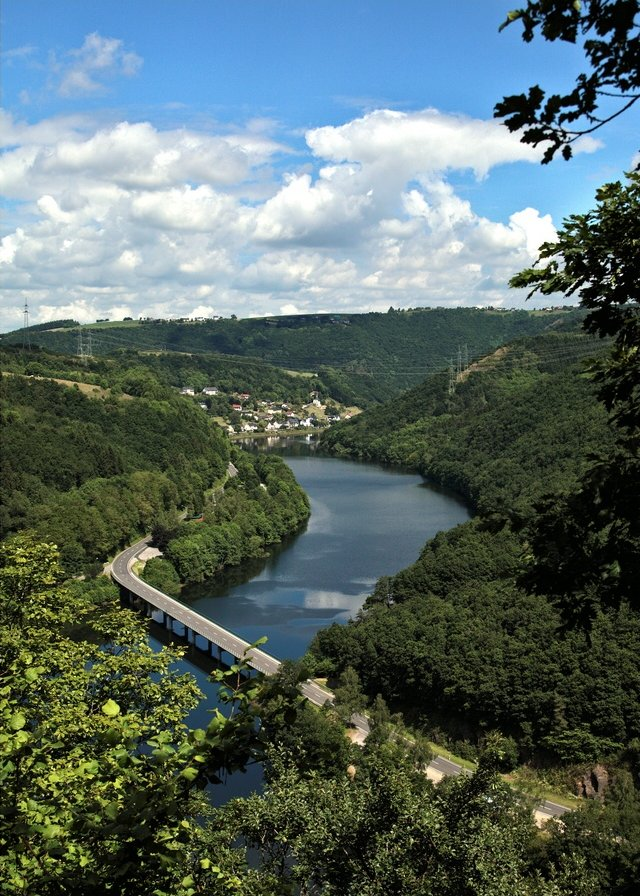
Het dorp Bivels en het stuwmeer in de Our in het noorden van Luxemburg, aan de Duitse grens.

Het noorden van Luxemburg wordt Ösling genoemd en maakt onderdeel uit van de Ardennen. Het gebied heeft een gemiddelde hoogte tussen de 450 en 500 meter en bestaat uit beboste bergen, heuvels en rivierdalen. De Kneiff vormt het hoogste punt van het land met 560,94 meter. Bekender is de Burgplatz, deze berg is met 558,35 meter iets lager.  Natuurparken in Luxemburg zijn het Natuurpark Our (deel van het Duits-Luxemburgse natuurpark), Natuurpark Mëllerdall (Mullerthal) en het Natuurpark Boven-Sûre.
Het zuidelijke deel van het land is heuvelachtig te noemen. Het is minder ruig en daardoor geschikter voor landbouw en in dit gebied wonen meer mensen en bevindt zich meer industrie dan in het noorden. Het staat bekend als het Gutland en het behoort tot het Cuestaland van Lotharingen. Het gebied toont meer diversiteit dan het noorden en kan geografisch onderverdeeld worden in verschillende subregio’s. Het Luxemburgs Plateau in Zuid-Centraal-Luxemburg is een grote, vlakke zandsteenformatie, waarop de hoofdstad van het land gelegen is. Klein Zwitserland (met het Mullerthal) is een rotsachtig terrein met dichte bossen en vormt een toeristische trekpleister. Hier bevindt zich een bekende waterval, de Schiessentümpel. De Moezelvallei is de laagst gelegen subregio en strekt zich uit langs de zuidgrens van het land. De Rode Landen in het uiterste zuiden en zuidwesten van het land vormen het industriële hart van Luxemburg en hier liggen de meeste grote plaatsen.
De grens met Duitsland wordt voor het grootste gedeelte gevormd door de Our, de Sûre en de Moezel. Andere rivieren zijn de Alzette in het zuiden van het land, de Clerve in het noorden, de Attert, de Wiltz, de Zwarte Ernz (Schwaarz Iernz), de Witte Ernz (Wäiss Iernz) en de Äisch. De valleien van de Sûre en de Attert vormen de grens tussen het Gutland en de Ösling. Het laagste punt van het land (132 meter boven zeeniveau) bevindt zich op de plaats waar de Sûre en de Moezel samenkomen, bij Wasserbillig.

### Flora en fauna
De meest voorkomende boomsoorten in de Ösling (het noorden van het land) zijn de beuk, de eik, de esdoorn en de spar. Op de onbeboste vlaktes zijn onder andere de dophei en de hulst karakteristiek. De vegetatie in het lager gelegen zuiden van het land, het Gutland, is sterk aangetast door bebouwing en de wijnbouw aan de Moezel. Wel komen in het zuidoosten van het land twee mediterrane planten voor: de echte gamander en de trosgamander.
Qua fauna bevinden zich in de Ösling grote hoeveelheden edelherten, wilde zwijnen en roofvogels; zeldzamere diersoorten zoals de zwarte ooievaar en het hazelhoen komen hier voor. Onder de vele andere diersoorten is echter een dramatische teruggang te zien. Zo waren er in de jaren 1960 nog tussen de 3400 en 4200 broedparen van de steenuil, in 2006 was hun aantal teruggelopen tot minder dan 20 paren. In het milde Moezeldal bevindt zich nog wel de muurhagedis. Luxemburg staat verder bekend om zijn rijkdom aan vissen, zoals forellen, snoeken, snoekbaarzen, palingen en karpers.

### Klimaat

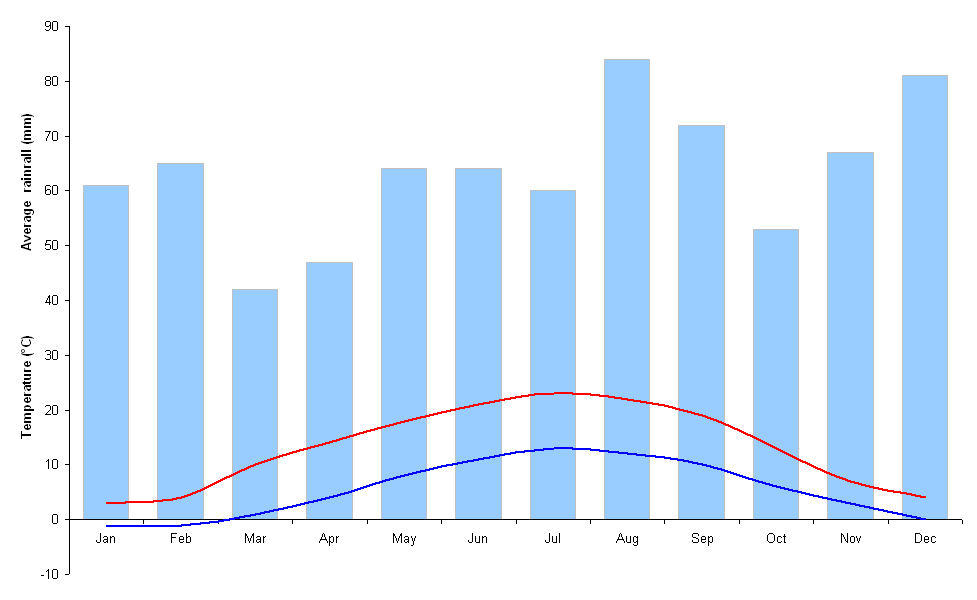
Klimaatdiagram van de stad Luxemburg

Luxemburg heeft over het algemeen net als Nederland en België een gematigd zeeklimaat, omdat het land door de Ardennen wordt beschut, ligt het klimaat iets meer tussen een gematigd zeeklimaat en een zwak continentaal klimaat in.
In het midden en het zuiden van Luxemburg is het iets warmer dan in het noorden. De gemiddelde jaartemperatuur schommelt tussen ongeveer 7 en 9 °C. De gemiddelde jaarlijkse hoeveelheid neerslag is 740 mm. In het noorden valt de meeste neerslag en in het zuiden de minste. De maanden mei en juni zijn het zonnigst, terwijl juli en augustus het warmst zijn. In augustus en december valt de meeste neerslag. Sneeuw van betekenis valt er vooral in het hoger gelegen noordelijk deel van het land.

## Bevolking

### Bevolkingsopbouw

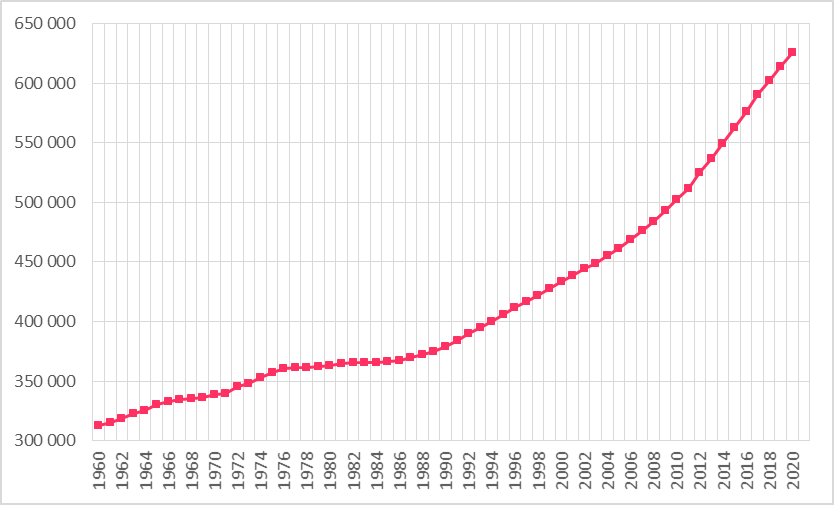
Bevolkingsontwikkeling van Luxemburg in de periode 1961-2020

De inwoners van Luxemburg worden Luxemburgers genoemd. Het totale aantal inwoners bedraagt 672.100. De bevolkingsgroei in 2020 bedroeg 1,76%.
Het aantal immigranten onder de bevolking is in de 20e eeuw fors toegenomen door de komst van immigranten uit België, Frankrijk, Duitsland, Italië en vooral Portugal. Aanvankelijk trok de staalindustrie immigranten en gastarbeiders aan, nadien hebben de Europese Unie als werkgever en de financiële sector het stokje overgenomen. Ten tijde van de Joegoslavische oorlogen heeft Luxemburg ook vele immigranten zien komen uit Bosnië en Herzegovina, Montenegro en Servië.
Op 1 januari 2024 was 47,2 % van de bevolking van buitenlandse afkomst. Onder de allochtone bevolking (317.7) is de grootste groep van Portugese afkomst (90.9). Daarna komen de Fransen (49.2), de Italianen (25.1), de Belgen (18.9), de Duitsers (12.5) en de Spanjaarden (9,5). In de gemeente Larochette is meer dan 60 % van buitenlandse afkomst en hiermee is het de Europese gemeente met (percentueel gezien) het grootste aantal buitenlanders. In Luxemburg leven verder nog circa 2500 Jenischen als minderheid zonder eigen status. In de Luxemburgse stadswijk Weimerskirch wonen al sinds vele generaties Jenischen. De meeste migranten zijn afkomstig uit EU-landen, sommigen komen van buiten de EU. Zo zijn er onder meer enkele duizenden Amerikanen en enkele duizenden Chinezen in Luxemburg.
18,5 % van de Luxemburgers is jonger dan 15 jaar, 66,7 % is tussen de 15 en 64 jaar en 14,8 % is boven de 65 (2008). De gemiddelde leeftijd bedraagt 39,2 jaar. De levensverwachting bij de geboorte ligt op 76,1 voor mannen en 82,8 jaar voor vrouwen.

### Talen
| Moedertalen in Luxemburg             | Moedertalen in Luxemburg | Moedertalen in Luxemburg | Moedertalen in Luxemburg | Moedertalen in Luxemburg |
| ------------------------------------ | ------------------------ | ------------------------ | ------------------------ | ------------------------ |
|                                      |                          |                          |                          |                          |
| Luxemburgs                           | Luxemburgs               |                          | 52%                      | 52%                      |
| Portugees                            | Portugees                |                          | 19%                      | 19%                      |
| Frans                                | Frans                    |                          | 16%                      | 16%                      |
| Italiaans                            | Italiaans                |                          | 5%                       | 5%                       |
| Duits                                | Duits                    |                          | 2%                       | 2%                       |
| Engels                               | Engels                   |                          | 2%                       | 2%                       |
| Nederlands                           | Nederlands               |                          | 2%                       | 2%                       |
| Spaans                               | Spaans                   |                          | 1%                       | 1%                       |
| Zweeds                               | Zweeds                   |                          | 1%                       | 1%                       |
| bron: taalbarometer van de EU (2012) |                          |                          |                          |                          |

Volgens een wet van 24 februari 1984 is het Luxemburgs de nationale taal. Daarnaast werd Frans als wettelijke taal vastgelegd en Duits, Frans en "dans la mesure du possible" (in de mate van het mogelijke, voor zover mogelijk) Luxemburgs als administratieve talen. Bij de onafhankelijkheid spraken vier dorpen langs de grens Waals, ze zijn overgeschakeld op Luxemburgs.

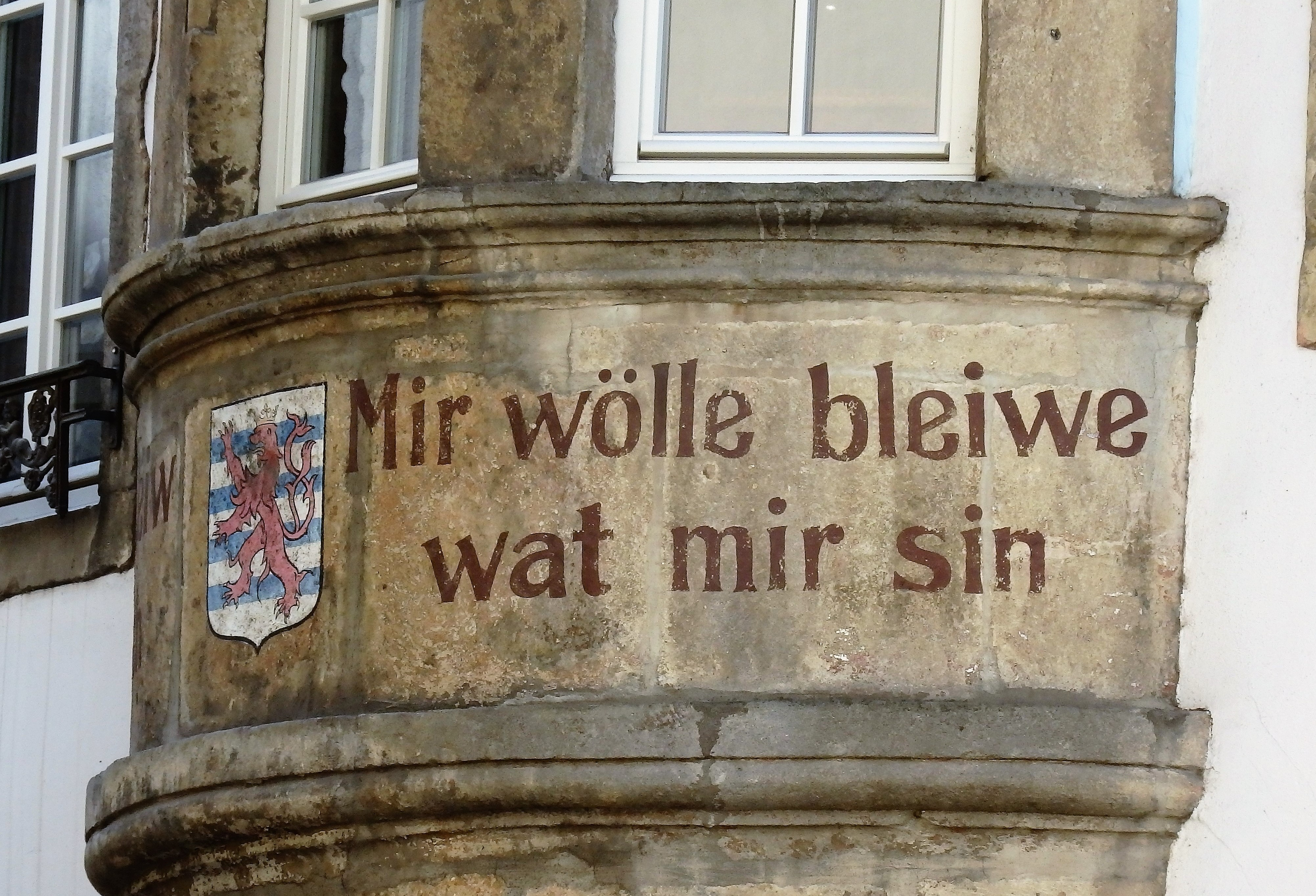
Het nationale motto, "Wij willen blijven wat wij zijn" in het Luxemburgs, op een gevel in de hoofdstad

Het Luxemburgs is een Germaanse taal. 52 % van de bevolking heeft het als moedertaal (2012) en de taal wordt door zeker 70 % van de bevolking begrepen. Voor de onderlinge communicatie speelt het Luxemburgs een belangrijke rol, maar voornamelijk in gesproken vorm. In geschreven vorm wordt het Luxemburgs veel minder gebruikt en is het Frans een veel gebruikte taal, naast het Duits. 16 % van de bevolking heeft het Frans als moedertaal en deze taal wordt door circa 88% van de bevolking begrepen. Het Duits daarentegen is de primaire taal binnen de media (85 % van de kranten is in het Duits) en de Kerk.
Het Portugees, dat de moedertaal is van 19 % van de Luxemburgers, is geen officiële taal in het land en heeft zodoende geen functie als algemene communicatietaal. Andere belangrijke immigrantentalen zijn het Italiaans en het Kaapverdisch-Creools, met respectievelijk 20.800 en 3.000 sprekers. Het Engels wordt door een groot deel van de bevolking verstaan en ook het Nederlands wordt vaak begrepen, vooral in het bankwezen en de toeristische sector. Het Jenisch wordt in Luxemburg gesproken door de kleine Jenische minderheid.

### Religie

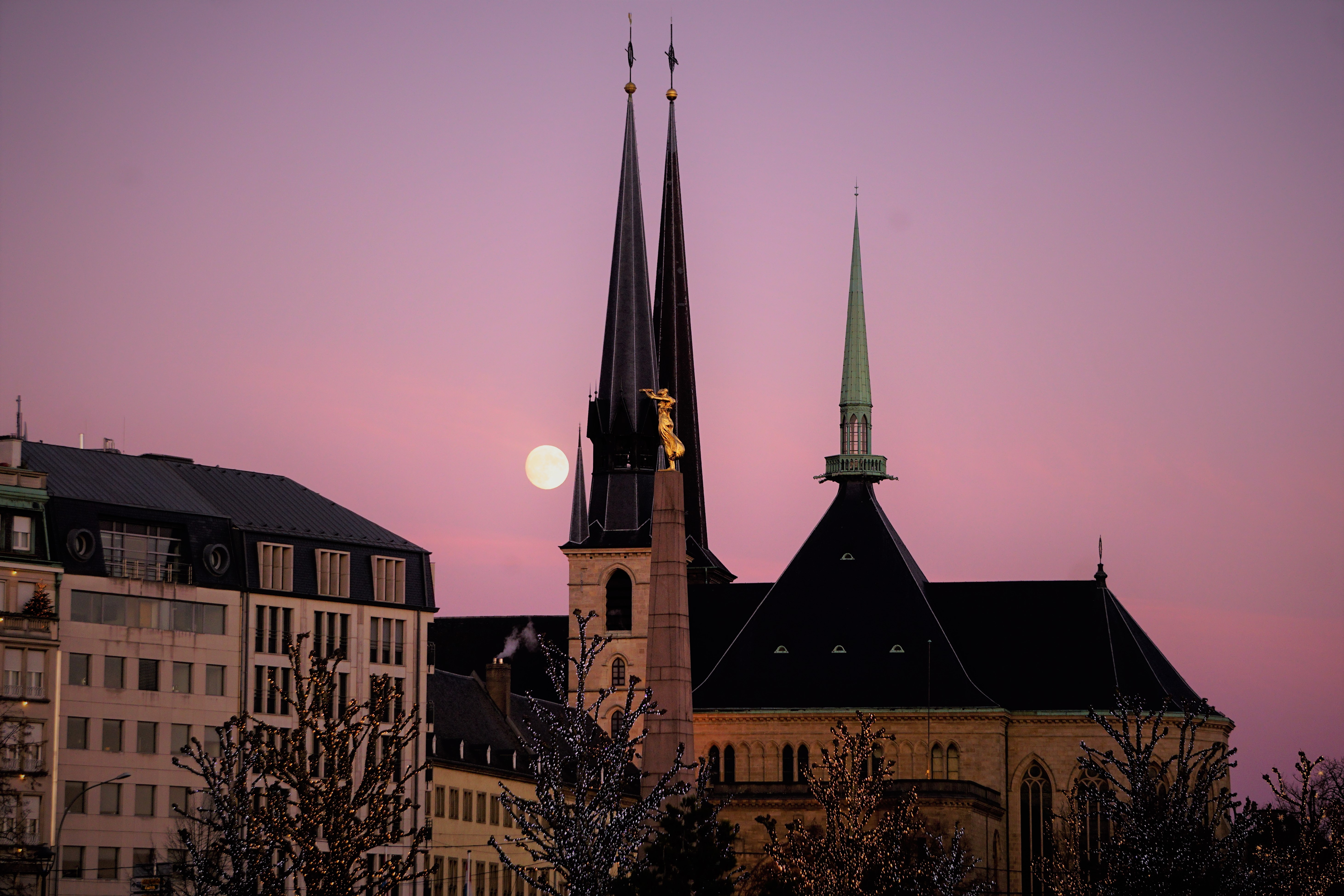
De kathedraal van Luxemburg

Een grote meerderheid van de bevolking van Luxemburg is rooms-katholiek. Sinds 1980 is het de Luxemburgse overheid bij wet niet meer toegestaan om gegevens te verzamelen over de geloofsovertuigingen van de bevolking. Naar een schatting uit 2000 is 87 % van de bevolking katholiek. De overige 13 % bestaat voornamelijk uit protestanten, joden, moslims, orthodoxe christenen en atheïsten. Volgens de Eurobarometer van 2005 gelooft 44 % van de Luxemburgers in God, gelooft verder nog 28 % dat er ‘iets’ is en is 22 % van de Luxemburgers ongelovig.
De Luxemburgse Grondwet voorziet in godsdienstvrijheid. Het katholicisme, het jodendom, de Grieks-Orthodoxe Kerk, het anglicanisme, de Russisch-Orthodoxe Kerk en de islam worden officieel erkend.
De Katholieke Kerk in Luxemburg heeft een lange geschiedenis: het land werd reeds gekerstend in de vierde eeuw. In 1988 werd het bisdom Luxemburg door paus Johannes Paulus II tot aartsbisdom verheven. De heiligen Cunegonde, Filippus en Willibrordus zijn de patroonheiligen van Luxemburg.

## Politiek en bestuur

### Staatsinrichting

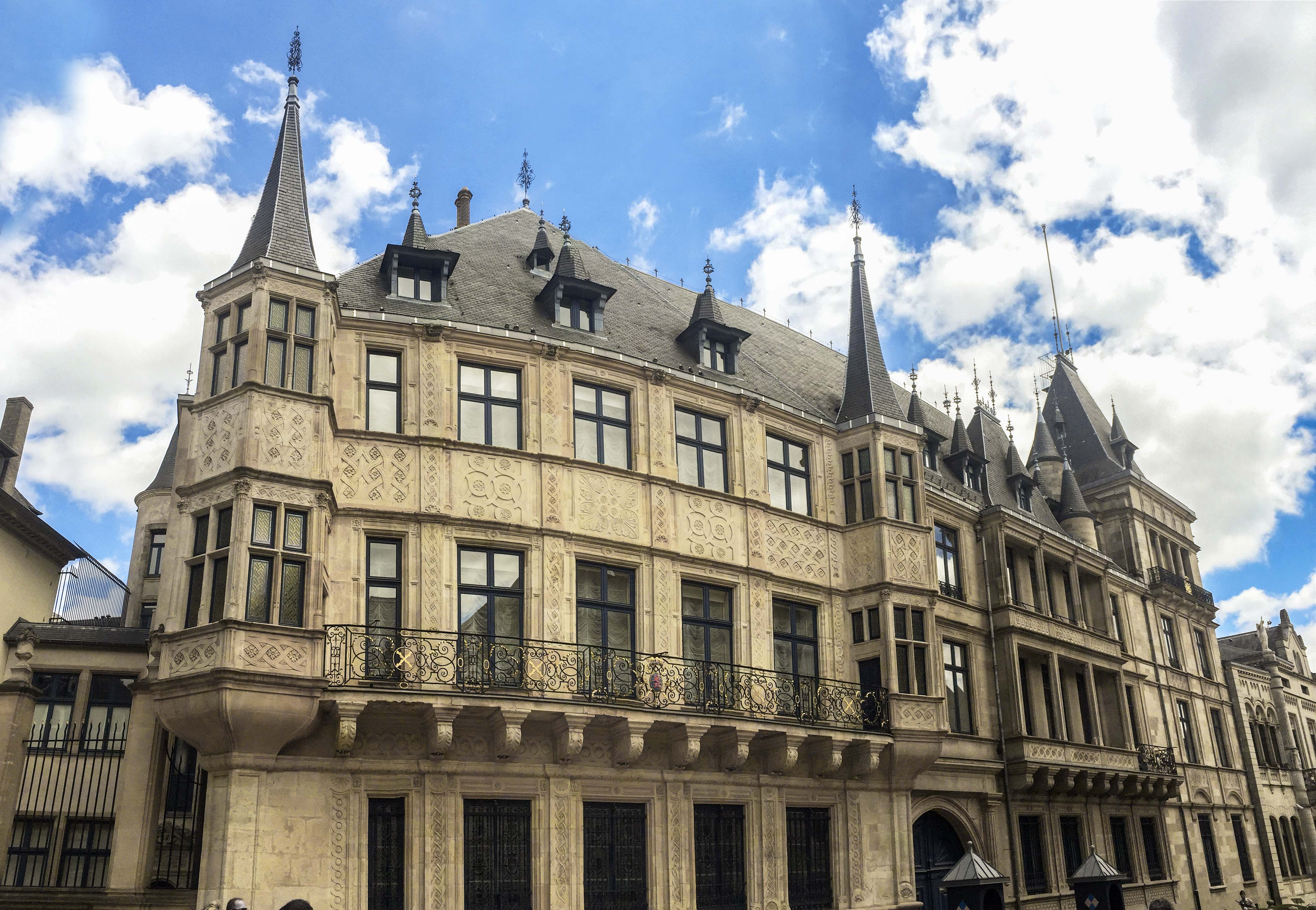
Het Groothertogelijk Paleis, de officiële residentie van de groothertog van Luxemburg, het staatshoofd.

Luxemburg is een parlementaire democratie met als staatshoofd een constitutioneel monarch, de groothertog, wiens opvolging erfelijk bepaald is. De huidige groothertog van Luxemburg is Henri. Luxemburg is het enige land in de wereld dat een groothertog als staatshoofd heeft.
Volgens de Luxemburgse Grondwet van 1868 ligt de uitvoerende macht bij de groothertog en het kabinet, dat bestaat uit een premier (die de staatsminister wordt genoemd) en veertien andere ministers. De wetgevende macht ligt bij de Kamer van Afgevaardigden (Frans: Chambre des Députés, Luxemburgs: Chamber), een eenkamerparlement dat 60 zetels telt.
Formeel heeft de groothertog verreikende uitvoerende en wetgevende bevoegdheden. Hij benoemt en ontslaat de regering en hij ondertekent alle wetten. De Staatsraad (Frans: Conseil d'État), bestaande uit 21 burgers, heeft als taak de groothertog te adviseren alvorens hij een wetartikel ondertekent. De leden hiervan worden benoemd door de groothertog en voorgedragen door de regering en de Kamer van Afgevaardigden.
In de praktijk neemt de groothertog bijna alleen representatieve taken waar. De groothertog staat boven alle partijen. Van zijn recht om de Kamer van Afgevaardigden naar huis te sturen, heeft hij nog nooit gebruikgemaakt. In 2008 weigerde de groothertog een nieuwe wet te ondertekenen die euthanasie legaliseerde en daarom stemde het parlement van Luxemburg datzelfde jaar in met een wijziging van de grondwet waardoor ondertekening van een wet door de groothertog niet meer nodig is.

### Verkiezingen
Verkiezingen vinden in Luxemburg plaats op landelijk, gemeentelijk en Europees niveau. De landelijke en Europese parlementsverkiezingen worden om de vijf jaar gehouden, de gemeentelijke verkiezingen om de zes jaar.

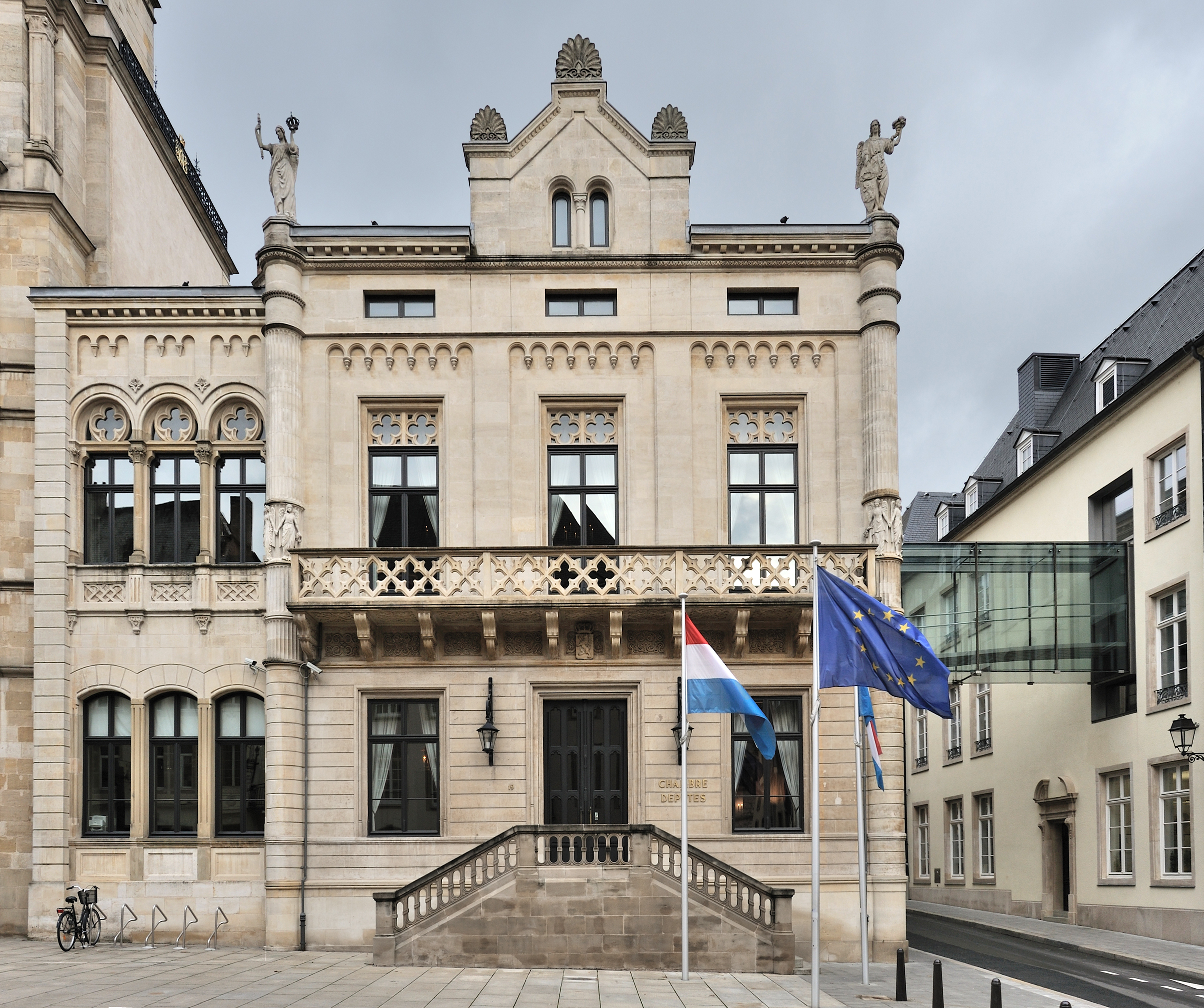
De Kamer van Afgevaardigden of Chamber

Voor de verkiezingen van de Kamer van Afgevaardigden is Luxemburg verdeeld in vier kiesdistricten die elk een bepaald aantal afgevaardigden leveren: Kiesdistrict Sud 23, Kiesdistrict Centre 21, Kiesdistrict Nord 9 en Kiesdistrict Est 7. Kiezers kunnen naast op een partij te stemmen ook op een specifieke persoon stemmen. Sinds 1919 bestaat er een stemplicht voor alle burgers van 18 jaar en ouder. Men kan echter enkel stemmen voor de gemeenteraadsverkiezingen als resident en niet-houder van de Luxemburgse nationaliteit.
Luxemburg kent uiteenlopende politieke partijen. Sinds de meest recente landelijke verkiezingen (oktober 2023) zijn in de Kamer van Afgevaardigden zeven partijen vertegenwoordigd: de Chrëschtlech Sozial Vollekspartei (CSV) heeft 21 zetels, de liberale Demokratesch Partei (DP) 14, de Lëtzebuerger Sozialistesch Aarbechterpartei (LSAP) 11, de rechtsconservatieve Alternativ Demokratesch Reformpartei (ADR) 5, Déi Gréng (De Groenen) 4, de Piratenpartij 3 en de socialistische Déi Lénk 2. De Kommunistesch Partei Lëtzebuerg (KPL) is sinds 2004 niet meer in het parlement vertegenwoordigd.
De CSV en de DP vormen sinds 2023 een regeringscoalitie: de huidige regering-Frieden-Bettel. Deze staat onder leiding van Luc Frieden (CSV), de premier van Luxemburg. Oud-premier Xavier Bettel (DP) is in deze regering vicepremier en minister van Buitenlandse Zaken.
De voorzitter van de Kamer van Afgevaardigden, die traditioneel de titel 'Eerste Burger van Luxemburg' draagt, is sinds 2023 Claude Wiseler (CSV).

### Hooggerechtshof
Het groothertogdom heeft een Hooggerechtshof dat gevestigd is in de stad Luxemburg. Daarnaast zijn er drie lagere tribunalen (Justice de paix) in Esch-sur-Alzette, Diekirch en de stad Luxemburg. Diekirch en de stad Luxemburg bevatten ook nog elk een districtstribunaal.

### Bestuurlijke indeling

De kantons van Luxemburg

Luxemburg is opgedeeld in twaalf kantons. De kantons bestaan gezamenlijk uit 100 gemeenten, waarvan er twaalf een plaats bevatten die stadsrechten heeft.
Tot 3 oktober 2015 waren de kantons ondergebracht in drie districten: Diekirch, Grevenmacher en Luxemburg. Deze districten zijn per die datum opgeheven.
De verstedelijking in Luxemburg is zeer groot; ongeveer 82 % van de inwoners woont in een stad (in 2008). De grootste stad van het land is de hoofdstad Luxemburg met ruim 134.700 inwoners (>160.000 in de hele agglomeratie). Andere grote plaatsen zijn Esch-sur-Alzette (36.600 inwoners), Differdange (29.500 inwoners) en Dudelange (21.900 inwoners). De grootste plaatsen in het noorden van het land (die beide stadsrechten hebben) zijn Ettelbruck (9.700 inwoners) en Diekirch (7.300 inwoners), die samen met nog vier andere gemeenten de Nordstad vormen.

### Defensie
Op het Congres van Londen van 1867 werd de eeuwige neutraliteit van Luxemburg uitgesproken, tevens werd bepaald dat Luxemburg onbewapend zou moeten zijn. Vanwege slechte ervaringen in beide wereldoorlogen, waarin tot tweemaal toe de Luxemburgse neutraliteit werd geschonden, werd in 1948 de neutraliteit opgeheven en de dienstplicht ingevoerd. In 1967 werd de dienstplicht echter weer afgeschaft.
Vandaag de dag heeft Luxemburg een klein leger dat ongeveer 1200 man groot is. Er is één infanteriebataljon en er zijn twee verkenningsbataljons. Vanwege het feit dat het land niet aan zee grenst, is er geen marine. Er is geen luchtmacht, echter de 17 AWACS van de NAVO staan wel in Luxemburg geregistreerd en samen met België heeft het land geld geïnvesteerd in een Airbus A400M militair vrachtvliegtuig dat in oktober 2020 in gebruik is genomen. Ook heeft Luxemburg samen met Nederland twee Airbus 330 MRTT tanker-/transportvliegtuigen aangeschaft. Deze toestellen zijn gestationeerd op Vliegbasis Eindhoven.
Binnen de NAVO en binnen VN-verband heeft Luxemburg meegedaan aan diverse operaties, zoals KFOR in Kosovo, EUFOR in Bosnië en Herzegovina en ISAF in Afghanistan. Sinds enkele jaren is het iedere inwoner van de Europese Unie toegestaan dienst te nemen in het Luxemburgse leger zonder dat hij of zij de Luxemburgse nationaliteit hoeft aan te nemen. Wel wordt er geëist dat men minimaal drie jaar ononderbroken in Luxemburg woonachtig is en dat men de Luxemburgse taal beheerst.
Luxemburg beschikt niet over een opleidingscentrum voor officieren. Luxemburgse officieren worden gevormd aan de Koninklijke Militaire School in België.

### Inlichtingendienst
De Service de Renseignement de l'État (SRE) is de inlichtingendienst van Luxemburg. Ze moet informatie verzamelen en benutten om terroristische aanslagen in Luxemburg te voorkomen en is speciaal voor dit doel na de aanslagen op 11 september 2001 omgevormd.

### Internationale samenwerking
Luxemburg is lid van diverse internationale organisaties zoals de Benelux, de Europese Unie, de Raad van Europa, het IAEA, de NAVO, de OVSE, de OESO, de UNESCO, UNICEF, de Verenigde Naties, de Wereldbank en de WHO.
Luxemburg huisvest diverse belangrijke Europese instellingen zoals het Europees Gerechtshof, de Europese Rekenkamer, de Europese Investeringsbank en het Secretariaat van het Europees Parlement. Binnen de EU is Luxemburg dan ook een actief lid en het zet zich fors in om als klein land toch volop mee te kunnen praten binnen de unie. Het land is een groot voorstander van Europese samenwerking en ratificeerde ook als eerste het Verdrag van Maastricht.

### Diplomatieke betrekkingen met Nederland en België
Het groothertogdom onderhoudt intensieve betrekkingen met Nederland en België. De drie landen werken onder meer samen in het Benelux-parlement.
Nederland heeft een ambassade in de hoofdstad Luxemburg (aan de Rue Sainte Zithe), en het groothertogdom in Den Haag (sinds 2013 aan de Nassaulaan). Tevens zijn er honorair-consuls in Maastricht, Rotterdam, Ommen en Amsterdam. De Belgische ambassade in Luxemburg bevindt zich aan de Rue des Girondins, het groothertogdom heeft zijn vertegenwoordiging in de Kortenberglaan in Brussel. Ereconsulaten zijn er verder in Antwerpen, Gent, Oostende, Neupré en La Bruyère bij Namen.

## Economie en onderwijs

### Economie

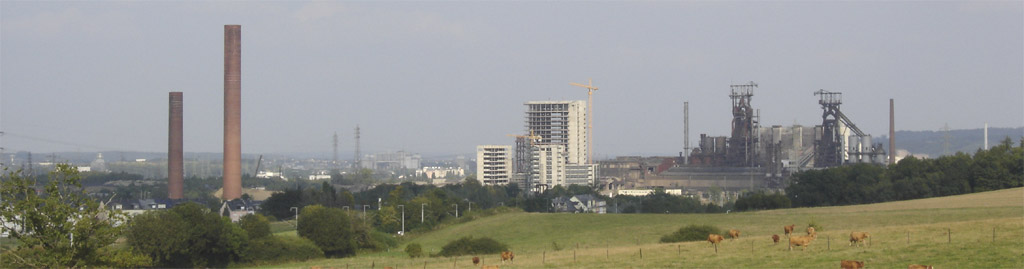
Industrie bij Esch-sur-Alzette

Voor de komst van de euro was de Luxemburgse frank de officiële munt van het land. Deze was gekoppeld en gelijk aan de Belgische frank. De euro heeft het belang van de in 1921 opgerichte Belgisch-Luxemburgse Economische Unie (BLEU) flink verminderd.
De stabiele economie met hoge inkomens vertoont een gestage groei, lage inflatie en een lage werkloosheid. De industrie werd tot voor kort gedomineerd door staal. Het is nadien steeds diverser geworden en omvat nu ook chemicaliën, rubber en andere producten. Tijdens de afgelopen decennia was de groei in de financiële sector groter dan de terugval in de staalsector. Diensten, in het bijzonder het bankwezen, maken nu een belangrijk deel uit van de Luxemburgse economie. Een tiende van de banen bevindt zich in het bankwezen en een vierde van het bni wordt door deze sector gegenereerd. Het succes van de Luxemburgse banken wordt voornamelijk verklaard door het bankgeheim dat veel vermogen heeft aangetrokken. Daarbij heeft Luxemburg een gunstig belastingstelsel voor de vestiging van investeringsfondsen, holdings en securitisatievennootschappen. Hierdoor zijn er in Luxemburg zeer veel trustkantoren: van kleine lokale spelers tot vestigingen van grotere wereldwijd opererende bedrijven. De Luxemburgse regering tracht te streven naar een belastingstelsel dat enerzijds aantrekkelijk is voor de vestiging van vennootschappen maar anderzijds wel voldoet aan Europese en OESO-normen.
De financiële sector heeft nu een aandeel van 28 % van het bbp van Luxemburg, het aandeel van de industrie is 13,6 % (2008). De landbouw is gebaseerd op kleine familiale boerderijen en bedraagt slechts 0,4% van het bbp. In de zuidelijke gemeente Esch-sur-Alzette werd vroeger ijzererts gewonnen uit de Gaalgebierg. Deze mijnen zijn sinds 1981 gesloten.
Luxemburg heeft nauwe handelsbanden met de buurlanden en geniet als lid van de EU de voordelen van een open Europese markt. Het staat met een bbp van 113.044 dollar per hoofd van de bevolking (2008) bovenaan de lijst van het IMF. Ter vergelijking: Nederland staat op deze lijst met 52.500 dollar op de negende plaats en België staat met 47.289 dollar op de veertiende plaats. Verder staat Luxemburg op de elfde plaats van de Human Development Index van 2009 en op de vierde plaats in de Quality-of-life index (2005).
Vanwege de lage belastingen op brandstof komen er ieder jaar veel automobilisten uit de omringende landen in Luxemburg tanken. Jaarlijks levert dit de Luxemburgse staatskas ongeveer 600 miljoen euro op. En ook de verkoop van tabak brengt veel geld op: ongeveer 400 miljoen euro op jaarbasis. Daarnaast hebben diverse internetbedrijven zoals eBay, Amazon en PayPal zich uit belastingoverwegingen in Luxemburg gevestigd.
Van de ongeveer 207.000 mensen (in 2008) die in Luxemburg werkzaam zijn, woont 60 % in een van de buurlanden. 52 % van deze niet-Luxemburgers komt uit het Franse Lotharingen, 27 % uit België en 21`% uit een van de Duitse bondslanden (Rijnland-Palts en Saarland). Circa 7.500 niet-Luxemburgers werken in Luxemburg bij een van de Europese instellingen.

### Verkeer en vervoer

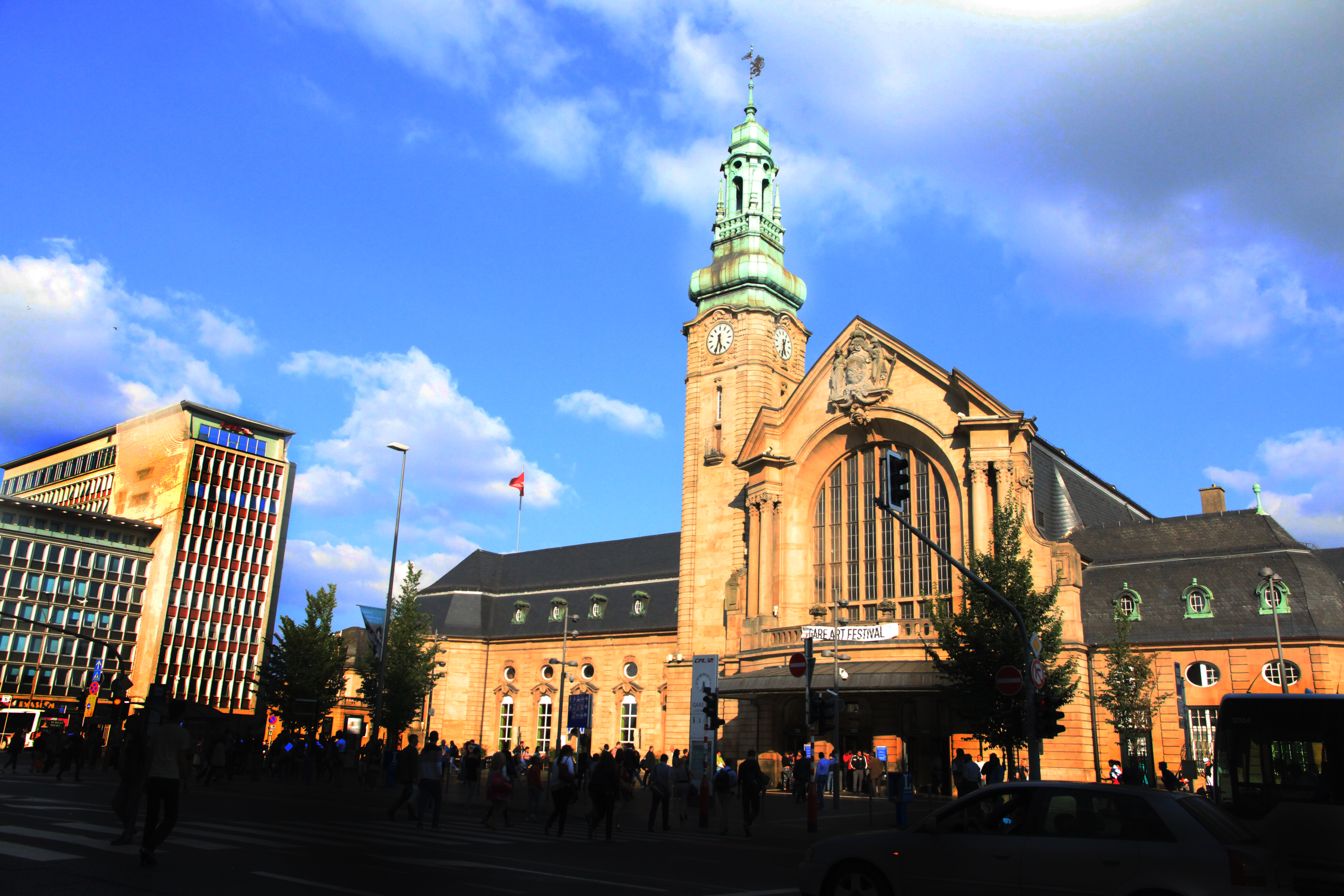
Station Luxembourg

Luxemburg heeft een efficiënt wegennet van in totaal 2873 km lengte, waarvan 165 km autosnelwegen zijn. De snelwegen zijn de naar Duitsland lopende A1, de naar Frankrijk lopende A3, de A4, de naar België lopende A6, de A7, de B7 en de naar Duitsland lopende A13.
Het land heeft een internationale luchthaven in Findel, Aéroport de Luxembourg, 6 km buiten de stad Luxemburg. Luxair is de nationale luchtvaartmaatschappij van het land en Cargolux is de vrachtmaatschappij. Op het gebied van vracht is Luxemburg een van de drukste luchthavens van Europa en het staat op de wereldranglijst binnen de top 10 van drukste luchthavens. In 2006 telde Luxemburg-Findel 1.605.540 passagiersbewegingen en werd er 751.645 ton vracht vervoerd.
In 1964 werd de Moezelhaven Mertert heropend en sindsdien speelt de binnenvaart weer een rol in het land. Er zijn ongeveer 70 zeeschepen die onder Luxemburgse vlag varen.
Het treinverkeer wordt verzorgd door de nationale maatschappij CFL (Société Nationale des Chemins de Fer Luxembourgeois). Totaal is er 275 km spoor. Verder zijn er de busmaatschappijen AVL (Autobus de la Ville de Luxembourg), RGTR (Régime général des transports routiers) en TICE (Transport intercommunal de personnes dans le canton d'Esch-sur-Alzette). De komst van de TGV naar Parijs heeft geleid tot een renovatie van het Station Luxembourg. Een rit met de TGV van de stad Luxemburg naar Parijs duurt sinds de aanleg van de hogesnelheidslijn twee uur. Er zijn beperkt hogesnelheidsverbindingen richting Straatsburg, met Brussel en richting Duitsland. Om de drukke spoorlijn naar Bettembourg te ontlasten wordt een nieuwe spoorlijn gebouwd via een kortere route tussen Howald en Bettembourg van 7 kilometer.
Er is een tramverbinding in de stad Luxemburg en er zijn plannen voor de aanleg van een lightrailverbinding naar de omliggende plaatsen.
Met ingang van 29 februari 2020 hoeven reizigers in bus, tram en trein geen kaartje meer te kopen. Luxemburg is het eerste land dat openbaar vervoer gratis maakt voor iedereen. Deze maatregel is ingevoerd om de files op de wegen te verminderen en mensen te verlokken de auto voor het openbaar vervoer te verruilen.
Het land heeft een Luxemburgs nationaal fietsroutenetwerk en enkele langeafstandswandelpaden (Mullerthal Trail, Escapardenne Eisleck Trail, Escapardenne Lee Trail).

### Onderwijs

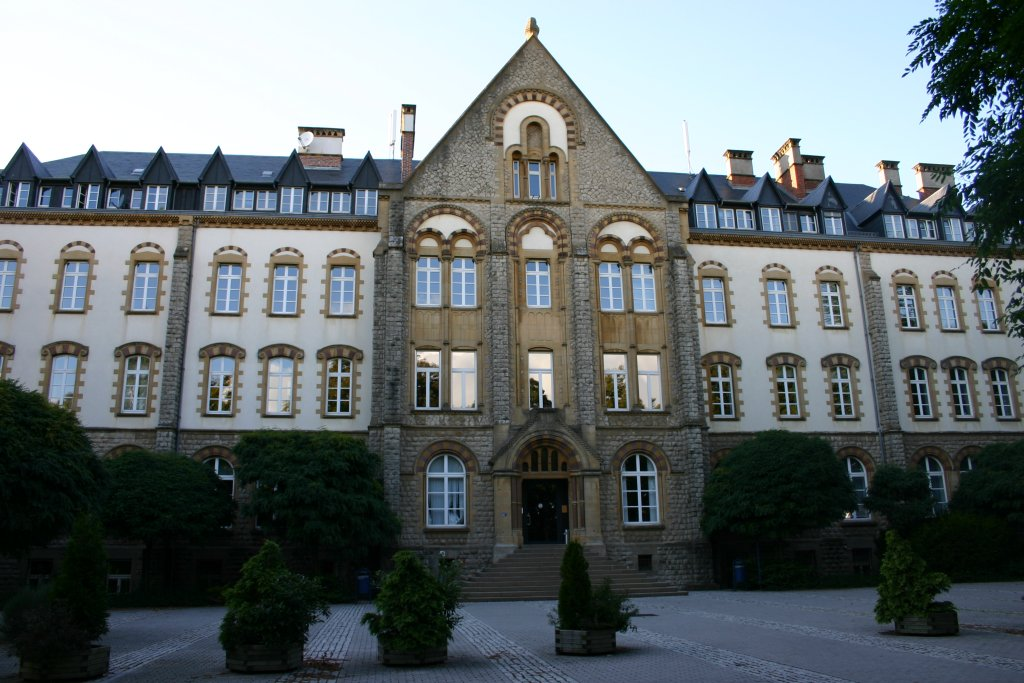
De universiteit van Luxemburg heeft een zeer internationaal karakter

Het onderwijssysteem in Luxemburg is drietalig en van hoogstaand niveau. De eerste jaren van het basisonderwijs zijn in het Luxemburgs, daarna gaat men over op het Duits, om vervolgens bij het secundair onderwijs over te gaan op het Frans. Leerlingen worden geacht aan het einde van het secundair onderwijs alle drie de talen alsmede Engels te spreken.
In Luxemburg geldt een leerplicht van vier tot zestien jaar. Van het vierde tot en met het elfde levensjaar gaan leerlingen naar het primair onderwijs dat verdeeld is in vier cycli. De eerste cyclus bestaat uit een eenjarige facultatieve éducation précoce en de verplichte tweejarige éducation préscolaire en is vergelijkbaar met de kleuterschool. Cycli twee tot en met vier duren elk twee jaar en vormen gezamenlijk de enseignement primaire (primair onderwijs).
Vanaf twaalf jaar gaan leerlingen naar het enseignement postprimaire (secundair onderwijs) dat tot ten minste het zestiende levensjaar duurt. Ongeveer twee derde van de leerlingen kiest hierbij voor het enseignement secondaire technique (lyceum). Dit lyceum is opgedeeld in het classe modulaire du régime préparatoire de l’enseignement secondaire technique dat minstens vijf jaar duurt en toegang geeft tot diverse beroepsopleidingen en het lycée technique general dat naast de beroepsopleidingen ook toegang verleent tot een studie aan een hogeschool. De overigen, een derde van de leerlingen, kiezen voor het lycée classique (het gymnasium), dat na zeven jaar leidt tot het diplôme de fin d’études secondaires en toegang tot de universiteit geeft.
In verschillende steden (Luxemburg-stad en Esch-sur-Alzette) zijn er middelbare beroepsopleidingen op allerhande gebied. Van zorg tot techniek en van mode tot horeca. Dit is vergelijkbaar met het MBO in Nederland.
In Luxemburg is er een conservatorium, het "Conservatoire de musique de la Ville de Luxembourg" en een "FOM-Hochschule" voor business, marketing en techniek.
Ziekenhuizen verzorgen op hbo-niveau opleidingen op het gebied van verpleegkunde, laborant en andere disciplines.
Daarnaast fungeert de hierna genoemde universiteit ook als hogeschool op bachelorniveau voor verschillende vakgebieden.
In Luxemburg bestaat sinds 2003 een universiteit, de Universiteit Luxemburg, waar studies te volgen zijn in de natuurwetenschappen, techniek, biomedische wetenschappen, rechten, economie en in de sociale en pedagogische wetenschappen. De universiteit herbergt studenten uit de hele wereld, kent een uitgebreide campus, verschillende vestigingen in de stad en genereert een actief studentenleven in Luxemburg-stad. Alle bachelor- en masterstudies zoals vermeld zijn aan deze universiteit te volgen en te voltooien.

## Cultuur

### Tradities en feestdagen

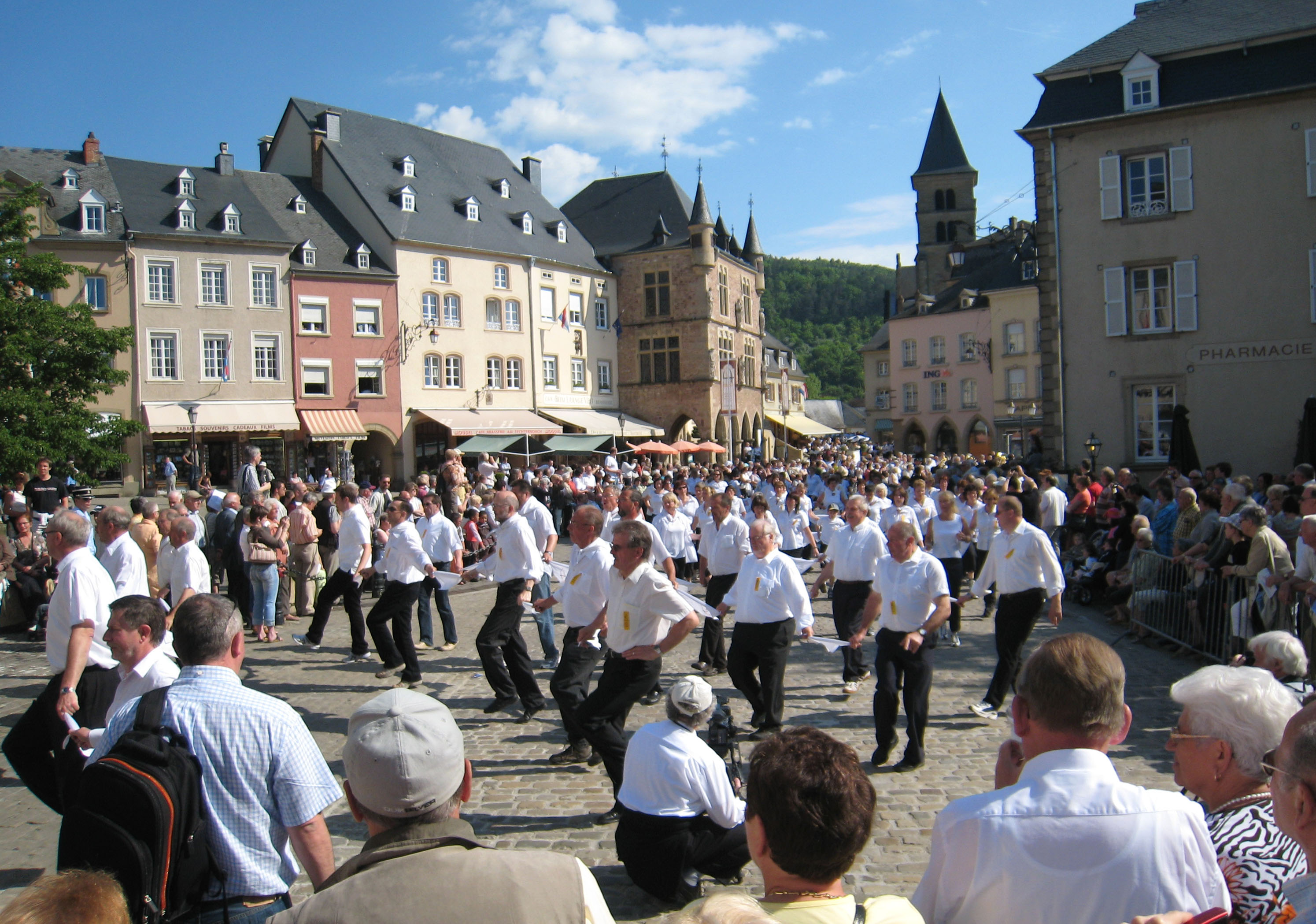
Dansers tijdens de processie van Echternach

Van eind augustus tot begin september vindt het Schueberfouer plaats, een belangrijke jaarmarkt in de wijk Limpertsberg in de stad Luxemburg, die zijn oorsprong vindt in de 14e eeuw. Met Émaischen, het traditionele Emmausfeest op Tweede Paasdag trekken mensen naar het plein bij de vismarkt om daar de alleen op deze dag verkrijgbare keramiekpijpen in vogelvorm te verkrijgen, de Péckvillchen. Op Invocabit, de eerste zondag van de Veertigdagentijd, wordt in veel plaatsen het Buergbrennen gevierd, waarbij een groot vuur gemaakt wordt en symbolisch de winter wordt verbrand. Er op dat moment ook kermis op de Glacis, een plein dicht bij Limpertsberg.
Het belangrijkste religieuze feest in Luxemburg is het Octaaffeest dat van de derde tot de vijfde zondag na Pasen gevierd wordt en waarbij Maria, beschermheilige van Luxemburg, aanbeden wordt. Tijdens het feest is er een jaarmarkt, de Oktavmäertchen, op de Knuedler, een plein in de stad Luxemburg. De Processie van Echternach is een religieuze processie die ieder jaar op de dinsdag na Pinksteren plaatsvindt. De deelnemers springen hierbij op een polkamelodie in rijen door de stad tot aan de Sint-Willibrordusbasiliek met het graf van de heilige Willibrord.
National Feierdaag is de nationale feestdag van Luxemburg en vindt plaats op 23 juni, vijf maanden na de geboortedag van groothertogin Charlotte (1896-1985). Andere nationale feestdagen in Luxemburg zijn Nieuwjaarsdag (1 januari), Eerste en Tweede Paasdag (Émaischen), Dag van de Arbeid (1 mei), Hemelvaart, Eerste en Tweede Pinksterdag, Maria Hemelvaart (15 augustus), Allerheiligen (1 november) en eerste en tweede kerstdag (25 en 26 december).

### Musea en werelderfgoed

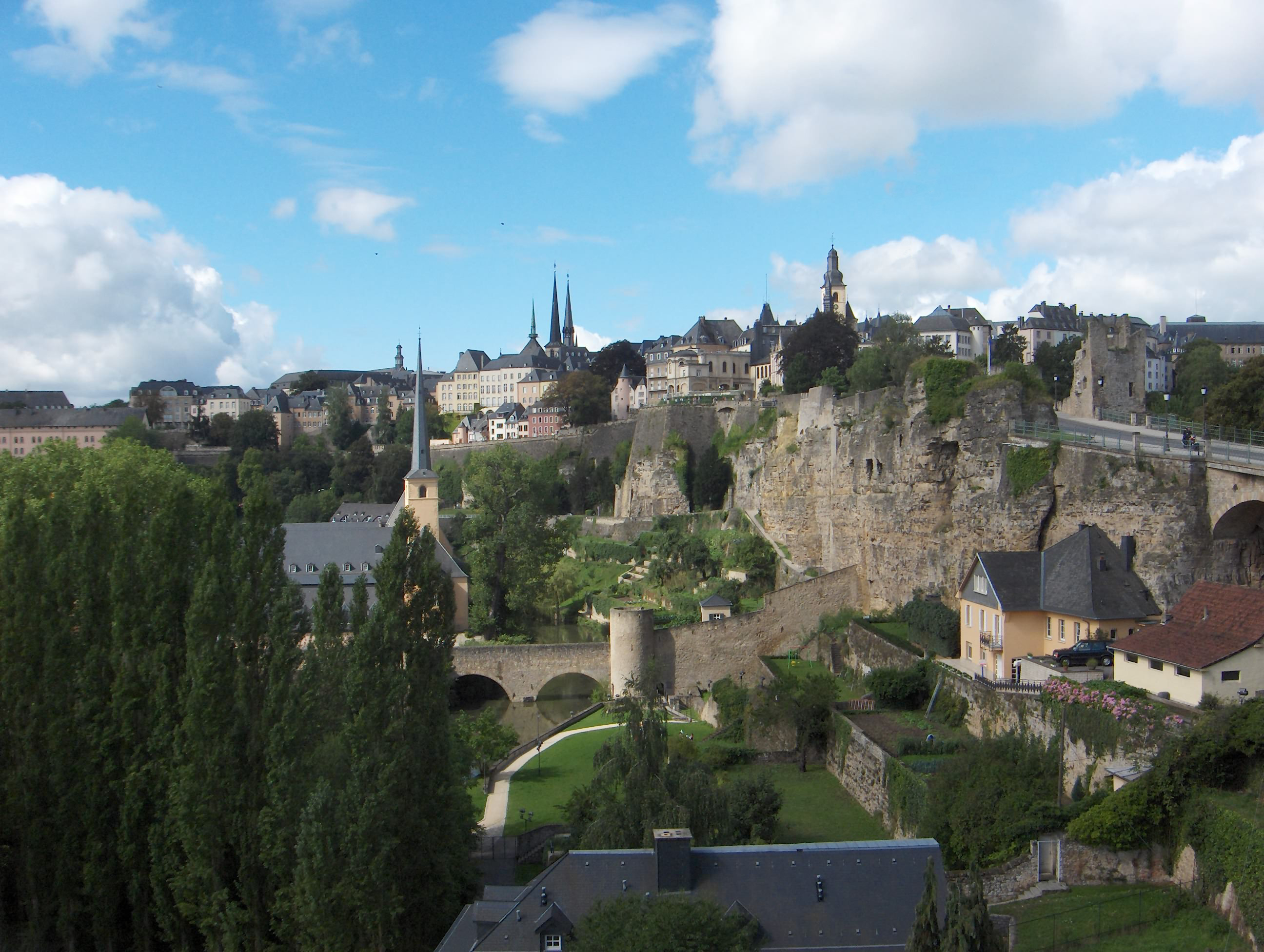
Het centrum van de stad Luxemburg staat op de UNESCO-werelderfgoedlijst

Luxemburg kent diverse musea waarvan de meeste zich bevinden in de hoofdstad. Hieronder vallen het natuurhistorisch museum Musée national d'histoire naturelle (MNHN), het museum voor kunstvoorwerpen uit de Luxemburgse geschiedenis Musée National d'Histoire et d'Art (MNHA) en het museum voor moderne kunst Musée d'Art Moderne Grand-Duc Jean (Mudam). Het Nationales Militärgeschichtliches Museum (Frans: Musée national d'histoire militaire, MHNM) in Diekirch staat bekend om zijn weergave van de Slag om de Ardennen.
De binnenstad van de stad Luxemburg staat sinds 1994 op de werelderfgoedlijst van de UNESCO vanwege het historische belang van haar verdedigingswerken en oude wijken. De stad was tweemaal in de geschiedenis culturele hoofdstad van Europa. De eerste maal was in 1995 en de tweede maal in 2007 toen het grensoverschrijdende gebied van het Groothertogdom Luxemburg, het Rijnland-Palts en het Saarland in Duitsland, de Franstalige en Duitstalige regio's in België en de Lotharingen in Frankrijk alle als zodanig werden aangemerkt. Het evenement was een poging om de mobiliteit en uitwisseling van ideeën te promoten en daarmee fysiek, psychologisch, artistiek en emotioneel de grenzen te overschrijden.

### Schilderkunst, fotografie en film

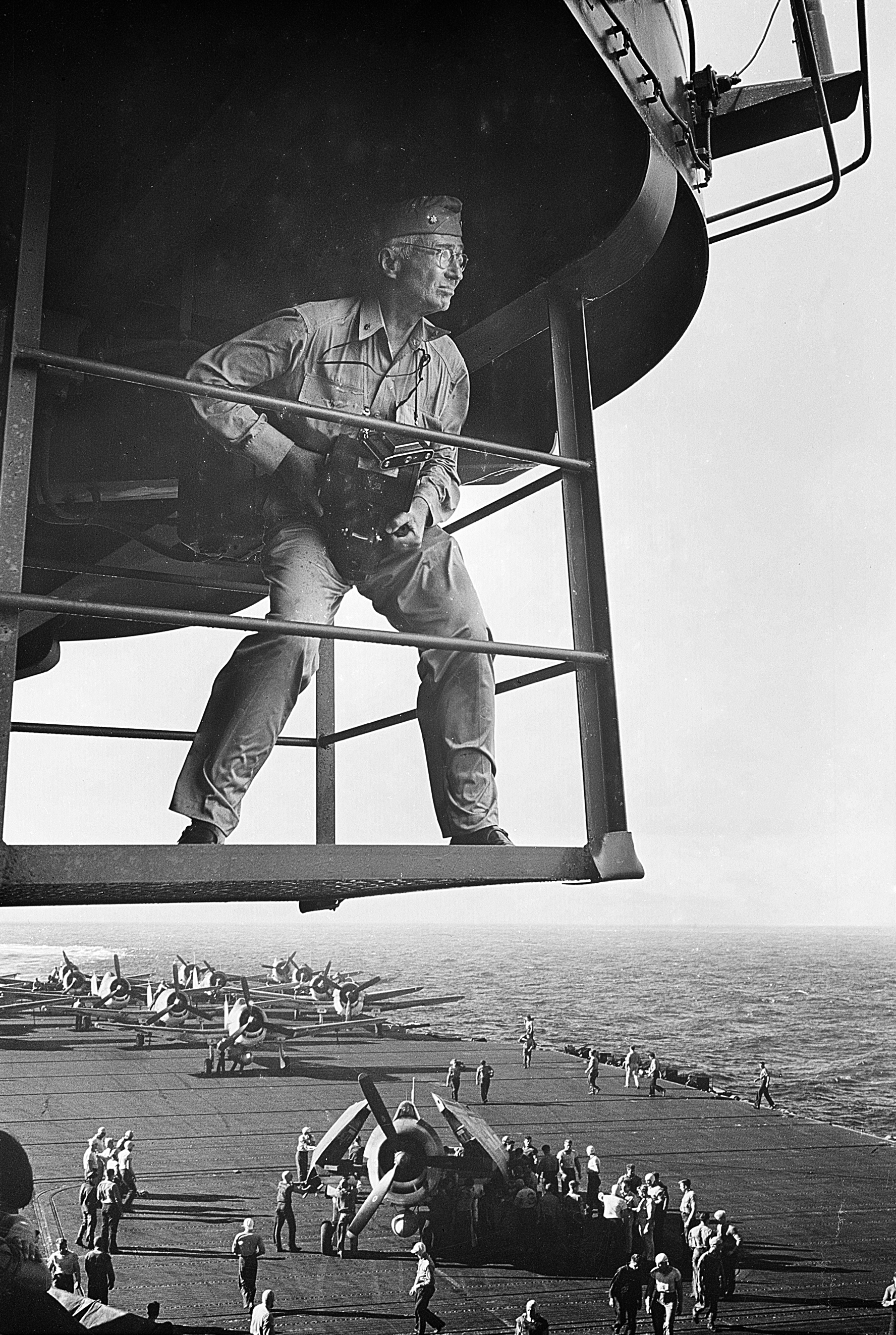
De fotograaf en schilder Edward Steichen, hier op een Amerikaans vliegdekschip in 1943

Het land heeft een aantal internationaal bekende kunstenaars voortgebracht zoals de schilders Joseph Kutter en Michel Majerus alsook de fotograaf Edward Steichen. De The Family of Man-tentoonstelling van Steichen is permanent ondergebracht in Clervaux en is op UNESCO's werelderfgoedlijst voor documenten geplaatst.
De Luxemburgse filmindustrie is kleinschalig en er komen zelden films in het Luxemburgs uit. Eentje ervan is de speelfilm Perl oder Pica uit 2006 van Pol Cruchten. Wel zijn er diverse buitenlandse filmproducties geweest die Luxemburg als decor hebben gebruikt. Hieronder vallen Girl with a Pearl Earring uit 2003 met Scarlett Johansson en de met drie Oscars genomineerde film Shadow of a Vampire. Internationaal bekende Luxemburgse acteurs zijn onder andere André Jung en Thierry van Werveke. Deze laatste vertolkte de rol van Henk in de film Knockin' on Heaven's Door. De Luxemburgse regisseur Andy Bausch is ook in Duitsland bij diverse series en televisiefilms actief.

### Muziek
Wat voor de literatuur geldt, geldt in zekere zin ook voor de muziek: er zijn voor 1900 weinig componisten te noemen, al heeft het land wel een aantal componisten voortgebracht, waaronder Helen Buchholtz.
Buiten Luxemburg hebben de Luxemburgse bands nog weinig bekendheid verworven, in het land zelf winnen lokale bands aan populariteit. Een van hen is de band Eternal Tango. Klassieke muziek staat in Luxemburg hoog aangeschreven. Het Orchestre Philharmonique du Luxembourg (het voormalige RTL Symfonieorkest) en het Musique militaire grand-ducale (Lëtzebuerger Militärmusek) zijn orkesten van belang. Bovendien heeft Luxemburg diverse solisten voortgebracht die met de Solistes Européens onder leiding van Jack Martin Händler optreden.
Luxemburg won vijf keer het Eurovisie Songfestival, altijd met artiesten die niet in het land geboren waren. In 1961 won Jean-Claude Pascal, in 1965 France Gall, in 1972 Vicky Leandros, in 1973 Anne-Marie David en in 1983 Corinne Hermes. Tussen 1993 en 2024 nam Luxemburg niet deel aan het festival omdat de openbare omroep over onvoldoende financiële middelen beschikte.

### Gastronomie

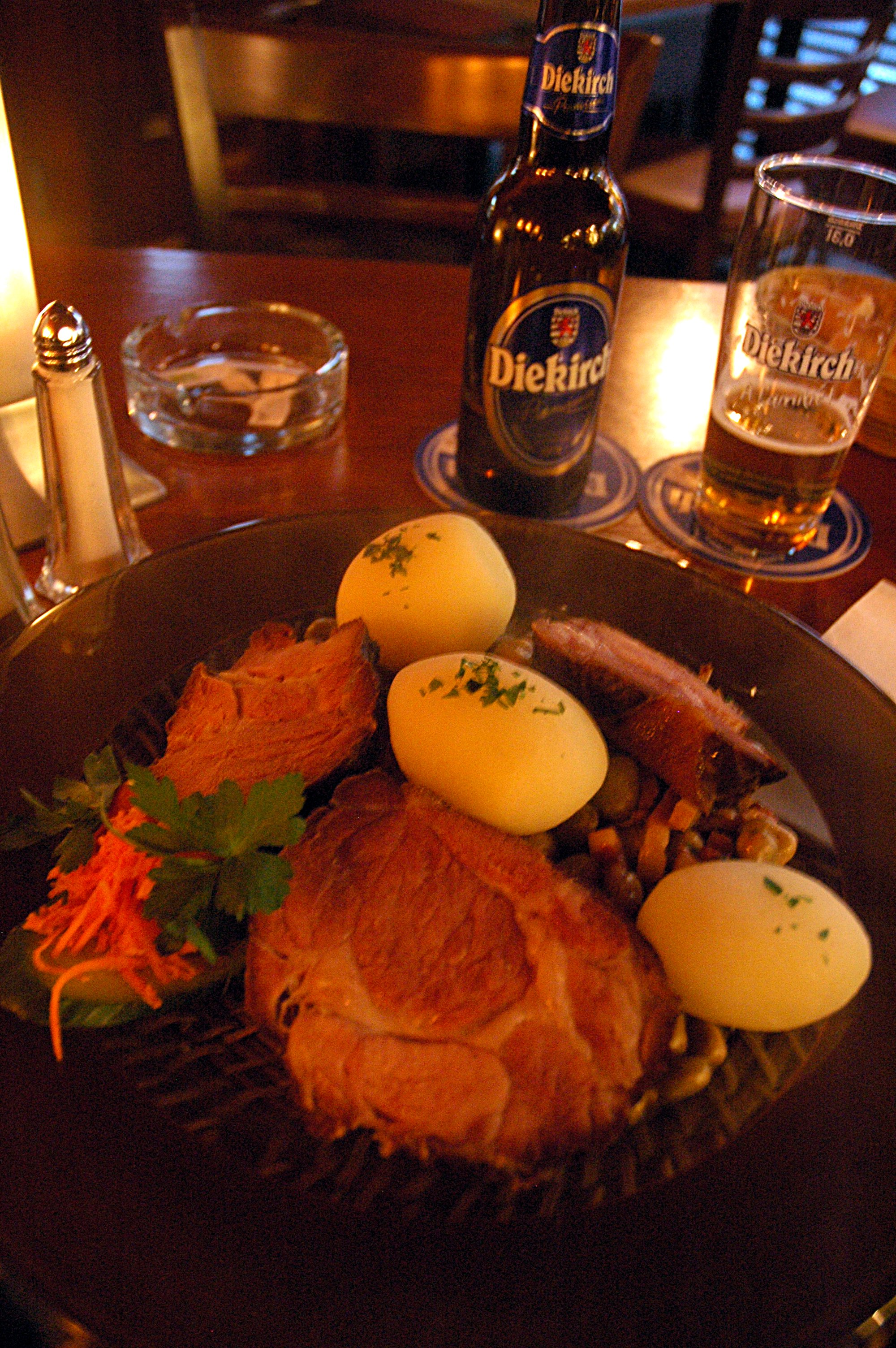
Judd mat Gaardebounen

Typisch Luxemburgse gerechten zijn Judd mat Gaardebounen (gerookt varkensvlees met tuinbonen), Bouneschlupp (bonensoep met aardappels) en de zogenaamde Kniddelen (grote knödels bestaande uit meel, water, ei en zout). Luxemburgse nagerechten zijn Quetschentaart (pruimentaart) en Omelette soufflée au kirsch (luchtige omelet met kirsch). De gebakken vis uit de Moezel en de Sûre is in Luxemburg een specialiteit. Een andere specialiteit is Kachkéis, gekookte kaas die vaak met kruiden verfijnd wordt.
De wijnbouw in Luxemburg vindt plaats langs de zuidoostgrens van het land. Het zijn overwegend lichte, frisse witte zomerwijnen. Er worden ook veel mousserende wijnen gemaakt.
Volgens het Guinness Book of Records van 2008 wordt in Luxemburg de meeste alcohol per hoofd van de bevolking geconsumeerd. In 2003 kwam het alcoholgebruik neer op 12,6 liter pure alcohol per inwoner per jaar. Dit zijn vooral statistische gegevens en ze liggen waarschijnlijk ver af van de werkelijkheid aangezien veel alcohol gekocht wordt door Belgen, Fransen en Duitsers van over de grens, die vanwege de lagere belastingen in Luxemburg daar hun alcoholische producten kopen. Om dezelfde reden liggen ook de tabak- en benzineverkoop per inwoner  hoog.

### Sport
De meest beoefende sport in Luxemburg is voetbal, dat alleen op amateurniveau gespeeld wordt. Soms is er deelname in Europa; zoals de F91 Dudelange aan de Europa League in 2018/19. De enige professionals in het Luxemburgs voetbalelftal zijn Mario Mutsch, Gilles Bettmer en Aurélien Joachim. Het mannenelftal staat op de 95e plaats (oktober 2020) van de FIFA-wereldranglijst en het dameselftal op de 119e plaats (oktober 2020). De hoogste competitie in het land heet de Nationaldivisioun. De wedstrijden van het nationale elftal vinden plaats in het Stade Josy Barthel. De nationale voetbalbond van Luxemburg is de Fédération Luxembourgeoise de Football (FLF).

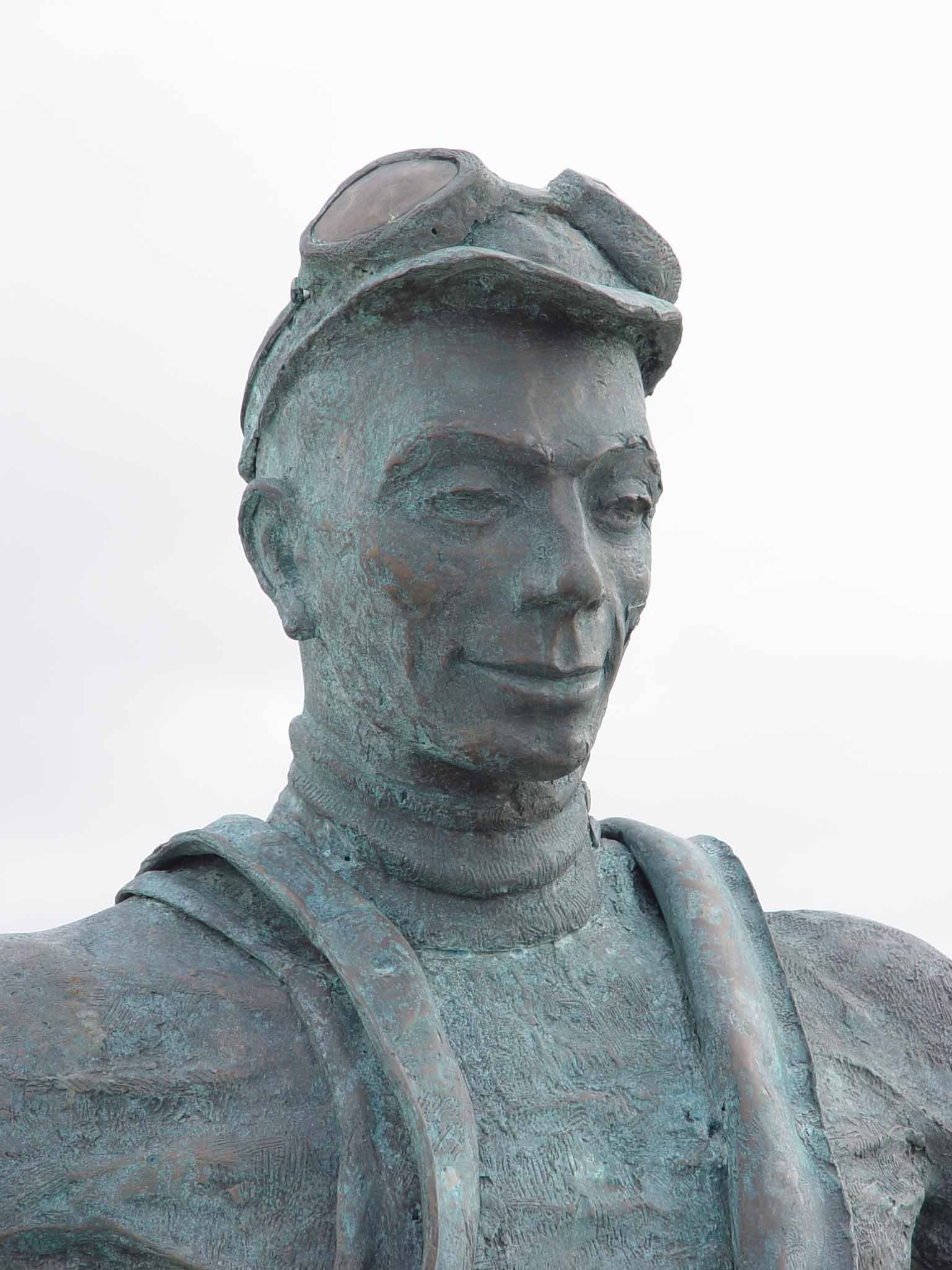
Tweevoudig Tour de France-winnaar Nicolas Frantz

De succesvolste sport in Luxemburg is het wielrennen. Zo won er vijfmaal een Luxemburger de Tour de France: François Faber in 1909, Nicolas Frantz in 1927 en 1928, Charly Gaul in 1958 en Andy Schleck in 2010, na diskwalificatie van Alberto Contador. Bekende wielrenners van na 2000 zijn Jempy Drucker, Ben Gastauer, Benoît Joachim, Bob Jungels, Kim Kirchen en de broers Andy en Fränk Schleck. Luxemburg heeft al een hele tijd een continentale wielerploeg, Team Differdange-Losch. Sinds 2011 heeft het land ook een World Tour-ploeg: Team Leopard-Trek. De Ronde van Luxemburg is een meerdaagse wielerwedstrijd die jaarlijks in Luxemburg wordt verreden.
De medaillespiegel van Luxemburg op de Olympische Spelen bevat twee gouden medailles, beide behaald in de atletiek. Michel Théato behaalde bij de Olympische Zomerspelen van 1900 goud op de marathon en Josy Barthel won in 1952 bij de Spelen in Helsinki goud op de 1500 meter. De medaille van Théato staat echter officieel op naam van Frankrijk in plaats van Luxemburg, omdat men lang gedacht heeft dat hij een Fransman was. De enige andere medaille die Luxemburg ooit op de Zomerspelen gehaald heeft, was de zilveren medaille op de Spelen van 1920 bij het gewichtheffen. Het beste resultaat op de Olympische Winterspelen zijn de twee zilveren medailles van Marc Girardelli bij het alpineskiën op de Winterspelen van 1992.
Bekende Luxemburgse sporters zijn verder de proftennissers Gilles Müller, Mandy Minella en Claudine Schaul en de schaakgrootmeester Alberto David.

## Media en communicatie

### Kranten en tijdschriften
Luxemburg heeft een divers perslandschap met een gezamenlijke oplage van ongeveer 160.000 kranten. De grootste krant van het land is de op christendemocratische grondslag liggende Luxemburger Wort met een oplage van 75.000 exemplaren (2005). Andere kranten zijn het aan de vakbond OGBL gelieerde Tageblatt, het liberale Lëtzebuerger Journal, het communistische Zeitung vum Lëtzebuerger Vollek en de gratis krant Point24. Daarnaast zijn er nog de weekbladen woxx en d'Lëtzebuerger Land. Belangrijke weekbladen zijn het satirische Den neie Feierkrop, het boulevardblad Lëtzebuerger Privat en de magazines Télécran en Revue. De meeste kranten en tijdschriften in Luxemburg zijn meertalig, de artikelen zijn overwegend in het Duits. Er zijn echter ook een paar geheel Franstalige kranten: Le Jeudi, La Voix du Luxembourg, Le Quotidien en de gratis krant l'essentiel.

### Radio en televisie
Vanwege de soepele mediawetgeving hebben een flink aantal televisie- en radiostations zich in Luxemburg gevestigd, waarvan die van de RTL Group, Europa´s grootste tv- en radioproductiebedrijf, het bekendste zijn. In Luxemburg is ook SES Astra gevestigd, een belangrijke satellietdienst in onder andere Duitsland en Groot-Brittannië.
Een beperkt aantal televisiezenders richt zich specifiek op de Luxemburgse markt en deze zenden ook in het Luxemburgs uit. Het grootse marktaandeel hiervan heeft RTL Télé Lëtzebuerg. Andere zenders zijn: RTL Zwee, .dok (Den Oppene Kanal), Luxe TV, de parlementszender Chamber TV en het regionale Nordliicht TV. De RTL Group heeft verder diverse andere kanalen die zich richten op het buitenland, die hun licentie in Luxemburg hebben liggen. Hieronder vallen het op Wallonië richtende Club RTL, Plug RTL en RTL TVI; het op Nederland richtende RTL 4, RTL 5, RTL 7 en RTL 8 en het op Frankrijk richtende RTL9.
Luxemburg heeft een divers aantal radiozenders, waarvan RTL Radio Lëtzebuerg de bekendste is. Andere radiostations zijn Eldoradio, DNR (Den Neie Radio), Radio LRB, het Portugeestalige Radio Latina en het culturele Radio 100,7. Het Duitstalige RTL Radio richt zich behalve op Luxemburg ook op de aangrenzende regio’s in Duitsland. Verder was er in Luxemburg tot december 1992 het internationale Radio Luxembourg gevestigd.

### Telefonie en internet
In Luxemburg zijn er ruim 360.000 telefoonaansluitingen. Het internationale voorkiesnummer is +352. Er zijn geen netnummers. Daarnaast zijn er ruim 707.000 gsm-aansluitingen (2008). De aanbieders zijn LUXGSM (dochteronderneming van post- en telecommunicatiebedrijf P&TLuxembourg), Tango (dochteronderneming van Proximus Groep) en Orange (zusterbedrijf van Mobistar). Met 141 gsm-aansluitingen per 100 inwoners staat Luxemburg qua gebruik op de eerste plaats in de wereld.
In Luxemburg heeft volgens RTL Télé Lëtzebuerg in september 2014 ruim 95,5% van alle woningen internet, waarmee ook het aantal internetaansluitingen per inwoner tot de hoogste ter wereld behoort.